# Schützenverein Lohne
Der Schützenverein Lohne e.V. von 1608 ist der größte Schützenverein der Stadt Lohne (Oldenburg). Die Jahresangabe 1608 bezieht sich auf die erste urkundliche Erwähnung eines Vogelschießens in Lohne. Das Einzugsgebiet des Vereins beläuft sich auf alle Stadtteile und eingegliederten Gemeinden der Stadt Lohne.
Das Lohner Schützenfest ist nach dem Schützenfest Hannover das zweitgrößte in Niedersachsen. Es gilt bundesweit als zweitgrößtes Schützenfest, das von einem einzigen Schützenverein organisiert wird und an dem keine anderen Vereine wie z. B. Karnevalsgruppen oder Sportvereine teilnehmen. Nur das Neusser Bürger-Schützenfest ist größer.

## Geschichte

### Vor 1608
Für die Geschichte dieser Zeit existieren nur wenige Belege, weil Quellen durch Kriege und Unglücke verloren gingen. Am 24. August 1623 und Pfingsten 1637 plünderten Tillys Truppen Hopen und Teile von Lohne. Die Kirchenbücher von Lohne vor 1683 gelten als verschollen. Das Archiv von Vechta, welches bis dahin u. a. die kirchlichen Aufzeichnungen auch aus Lohne enthielt, brannte 1684 aus. Es gibt einen Erlass des Fürstbischofs Johann IV. aus dem Jahre 1571, in dem bestimmt wurde, dass das Vogelschießen nicht länger als einen Nachmittag dauern sollte und dass auf je 20 Personen nicht mehr als eine Tonne (Fass) Bier angeschafft und ausgeschenkt werden durfte. Jeder Teilnehmer sollte vor Einbruch der Dunkelheit nach Hause gehen.
Die erste Erwähnung einer Schützenfest ähnlichen Veranstaltung soll aus dem Jahre 1524 stammen. Urkundlich ist dies für Lohne nicht belegbar. Es gibt Protokolle der Burgmannen vor 1608, allerdings ohne Erwähnung eines Schießens zur selben Zeit. Es ist davon auszugehen, dass solche Veranstaltungen stattgefunden haben. Es liegen aber keine urkundlichen Erwähnungen vor.

### 17. Juni 1608 bis 1836
In dem Protokoll der Burgmannen vom 17. Juni 1608, welche an dem Tag Recht sprachen, wird die Zusammenkunft beim „Vogelstaken“ in Loene (alte Form von Lohne) erwähnt. Das Vogelstaken war ein Übungsschießen auf einen Holzadler, der auf einer Stange (der Vogelstake, Vogelstange) befestigt war. Üblicherweise wurde der Gewinner des Vogelstakens zum König ernannt.

„Den 17.Juni 1608 Seint die Hern Beambten vnd Burgmannen bei Loene, bei dem Vogelstaken zusamen gewesen, Daselbst von den hern Drosten proponeret worden, Welcher maßen die Vnderthanen neulich von der hispanischen ein vberauß große schade zugefueget., Davon gerichtliche Vorzeichniß bereits gemacht, wulte also die Burgmannen zubedencken geben, waß mittell dain vorzunehmen, ob man sulchs erstlich an die Hern sulte gelangen lassen, oder etwan zu Lingen vnd Oldenzaell, Zudeme weiln die Lonschen wegen des geschenen niderschlages von den Soldaten gedrouwet, und das gantze Ambt dabei gefahr sich zubefruchten hette, waß auch in Deme vorzunemen.“

Bei den häufigen Versammlungen der Burgmänner musste der Sekretär das Protokoll aufnehmen und die Protokolle der Reihe nach in das Protokollbuch einzutragen. Im Jahr 1608 fanden insgesamt 20 Versammlungen statt, davon vier in Lohne. Aufgrund dieser Protokolle begründet der Schützenverein Lohne seine über vierhundertjährige Geschichte. Die Protokolle der Burgmannen sind nicht mehr auffindbar. Allerdings hat C.H. Nieberding in seinen Schriften und dem Buch Geschichte des ehemaligen Niederstifts Münster wörtlich die Protokolle zitiert. Deshalb werden die Protokolle als authentisch angesehen und auch in wissenschaftlichen Arbeiten als Quelle akzeptiert.
Nach dem Dreißigjährigen Krieg legte der Fürstbischof von Münster, Christoph Bernhard von Galen, die Grundlagen für den Schutz der Bevölkerung fest. Er ordnete an, dass jeder dienstfähige Einwohner im Amt Vechta (zu dem auch Lohne gehörte) sich aus eigenen Mitteln mit einem Gewehr versehen musste. Jedem Kirchspiel wurde ein ausgedienter Soldat zugewiesen, der die wehrfähigen Männer des Ortes im Exerzieren und Schießen unterweisen musste.
Im Hochstift Osnabrück, zu dem auch das Lohner Nachbardorf Damme gehörte, wurde im Jahre 1657 das Vogelschießen in einer eigenen Verordnung durch Fürstbischof Franz Wilhelm von Wartenberg geregelte.

„alle alten…, bei vorigen unruhigen Zeiten etwan zerfallene Gebräuche wieder erneuert und in gangk gepracht, … damit sich die Mannschafft im schießen üben und exerieren, auch auff allen erforderden Fall… mit dem Gewehr desto beßer umbgehen und ersprießliche Dienste leisten möge…. Erstlich sollen Underthanen jahrliches an den Orth und wo es von alters bei jeden gewesen auch daß Vogelschießen halten…. Das Schießen soll järliches … zwischen Ostern und Jacoby (25. Juli) … gehalten werden…. An solchen bestimmten tagh, stundt undt orth sollen die Eingesessenen … mit ihrem Gewehr, darauffsie von alters gesetzet, erscheinen…. Die Stange soll vorhin bereitet und gegen benandten tag auff dem platz fertig liegen…. Wens nun zum schießen kombt, soll ein silberner Vogell, welcher bey jedes orths Vogelschießen beschafft, … an der Stangen aufgehangen werden…. Derjenige, welcher dan nach gefellten Urtheil den Vogel hergebracht haben wirdt, … soll hingegen von den gemeinen lauffenden aufflagen, alß Wachten, Eisen, Wolfsjagden und dergleichen personalleistungen, … frey sein … und soll derjenige, so den Vogel gefellet, soll nach altem Gebrauch Koningk genamet werden.“

Bis ins 18. Jahrhundert hielt sich das Vogelschießen nahezu unverändert, obwohl es immer mehr seinen militärischen Charakter verlor. In einigen Städten wie z. B. Vechta und Wildeshausen ging das Vogelschießen in Schützengesellschaften oder -gilden über. In den ländlicheren Gebieten erlosch die Tradition des Vogelschießens in den meisten Dörfern nach und nach. Der örtliche Landadel verbot es vielfach in seinen Ländereien, da die Gefahr der Wilderei durch bewaffnete Leibeigene als zu groß angesehen wurde.

### 1836 bis 1933
Überlieferungen besagen, dass 1836 wieder ein Königsschießen in Lohne stattfand. Über die Durchführung bzw. Könige der ersten Jahre ist keine schriftliche Quelle erhalten geblieben. Belegt kann die Jahreszahl 1886 werden, da dem Schützenverein aufgrund seines fünfzigjährigen Bestehens vom Großherzog von Oldenburg eine neue Fahne geschenkt wurde. Diese Fahne wurde erst 1923 durch eine Neue ersetzt.

„dieselbe aus weißer Seide gefertigt und führt an der einen Seite das Oldenburger Wappen mit der Umschrift: ‘Ein Gott, ein Recht, eine Wahrheit’. Auf der anderen Seite die Schützenembleme mit der Umschrift: ‘Ueb Aug’ und Hand für’s Vaterland’.“

Der Flachs- und Garnfabrikant Anton Bramlage (* 1816; † 1913) stellte innerhalb des Schützenvereins einen bis heute ungebrochenen Rekord auf. Er war in den Jahren 1841, 1846, 1847 und 1854 König der Lohner Schützen. Kein anderer Schütze konnte vier Königswürden gewinnen. Jeder König erweiterte die Königskette um einen Orden. Dieser verbleibt an der Kette. Nach seiner Amtszeit trug der Ex-König einen Königsorden an der Jacke.

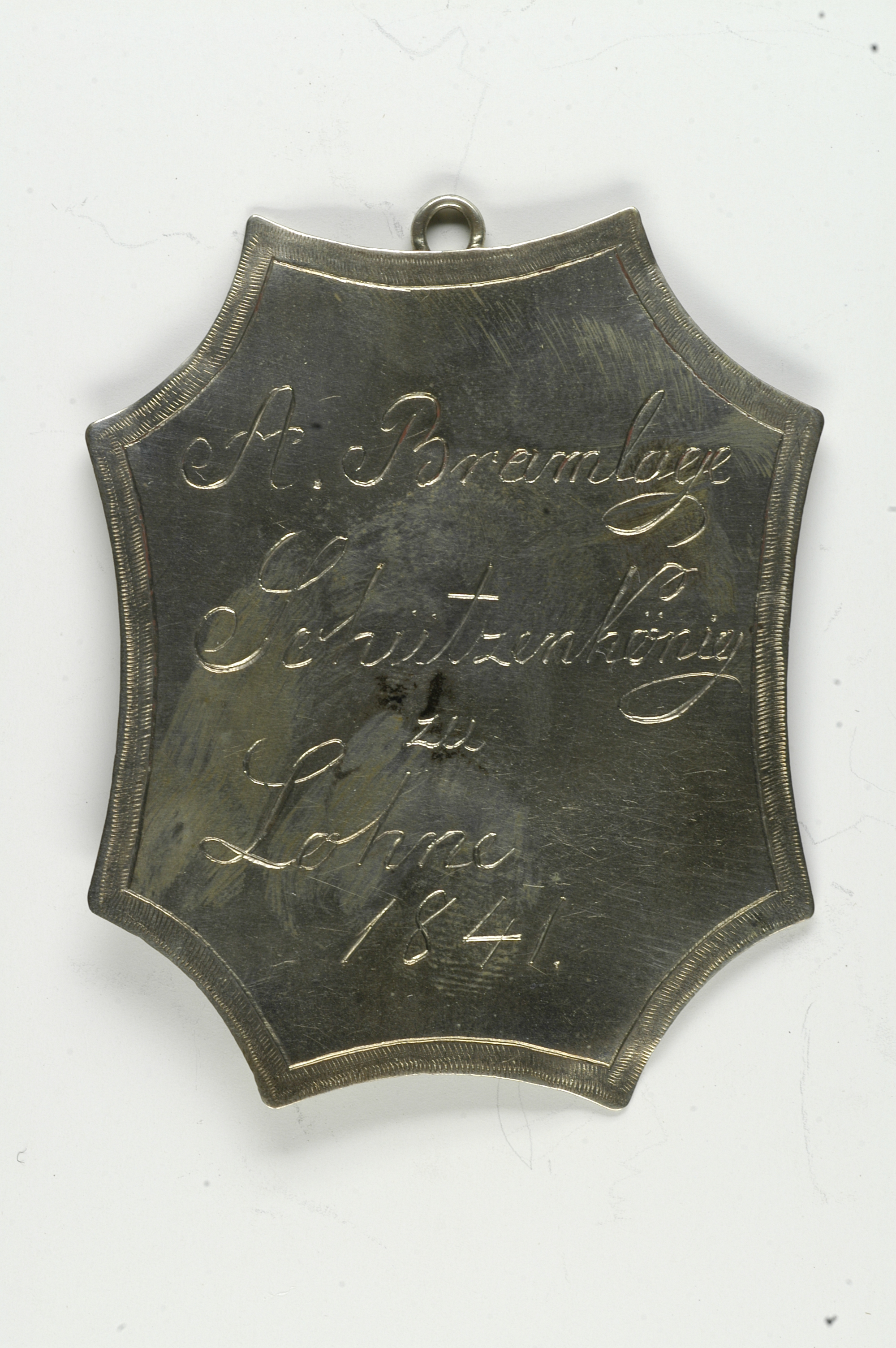
Orden der Königskette 1841
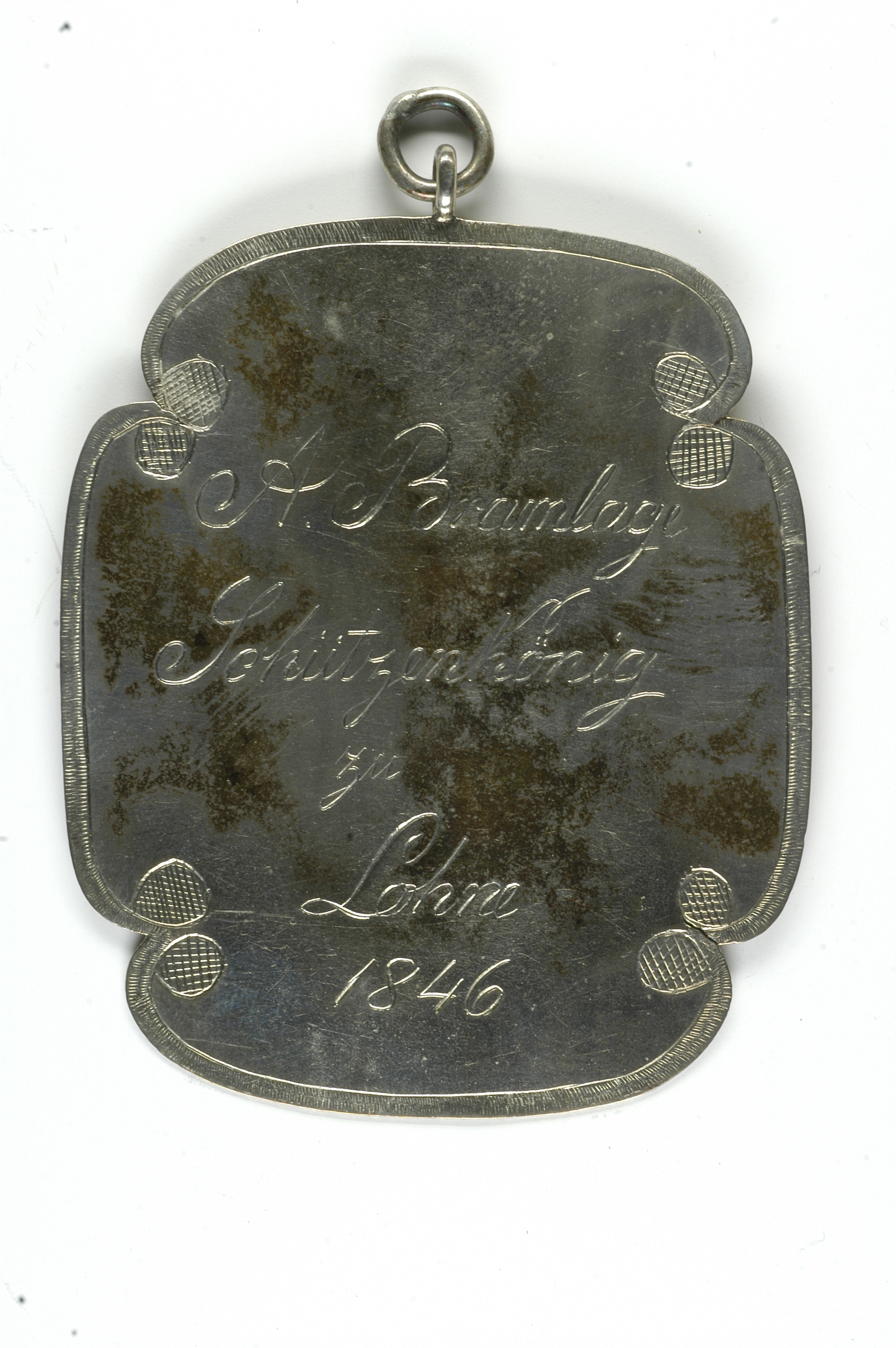
Orden der Königskette 1846
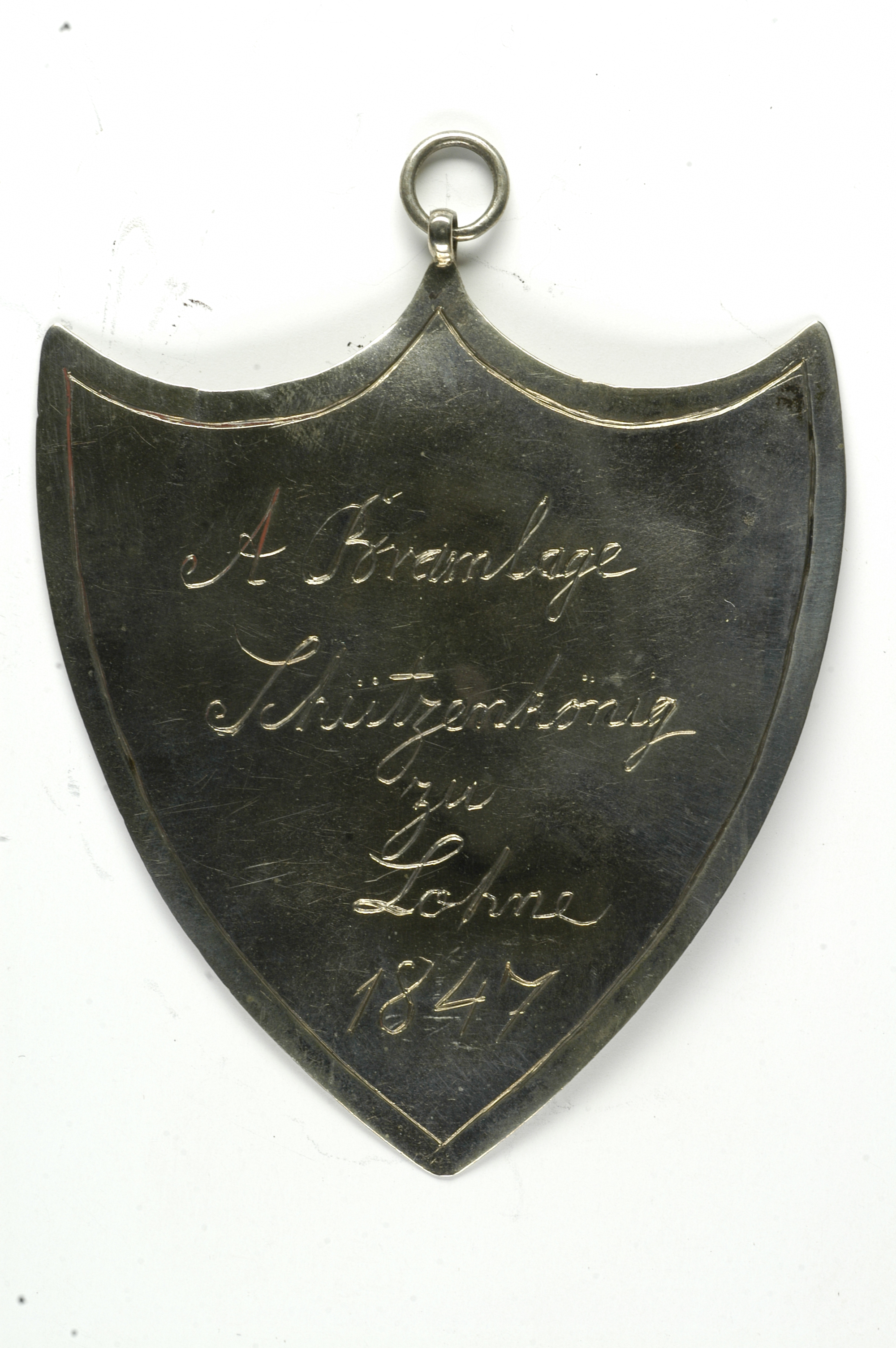
Orden der Königskette 1847
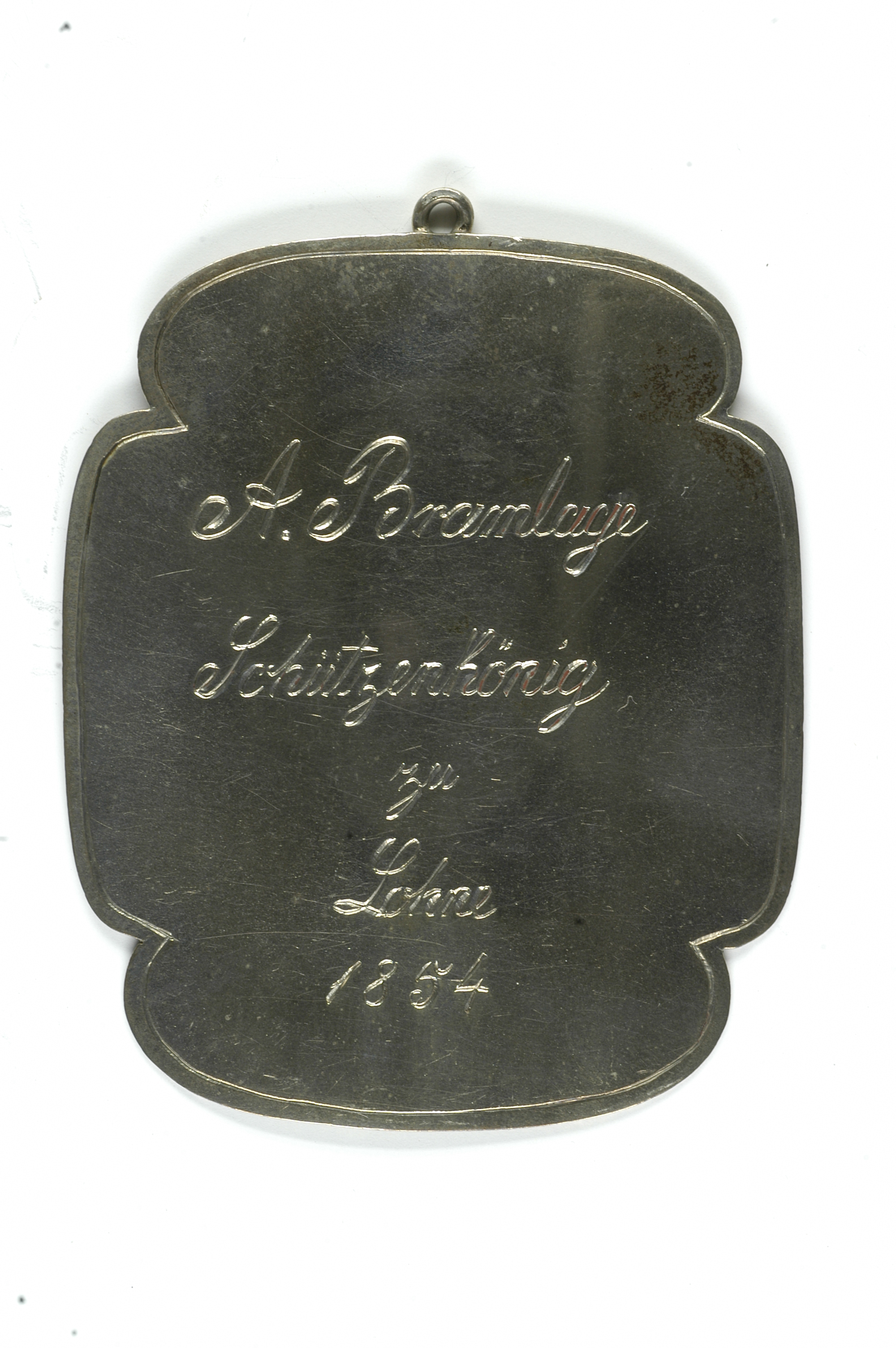
Orden der Königskette 1854
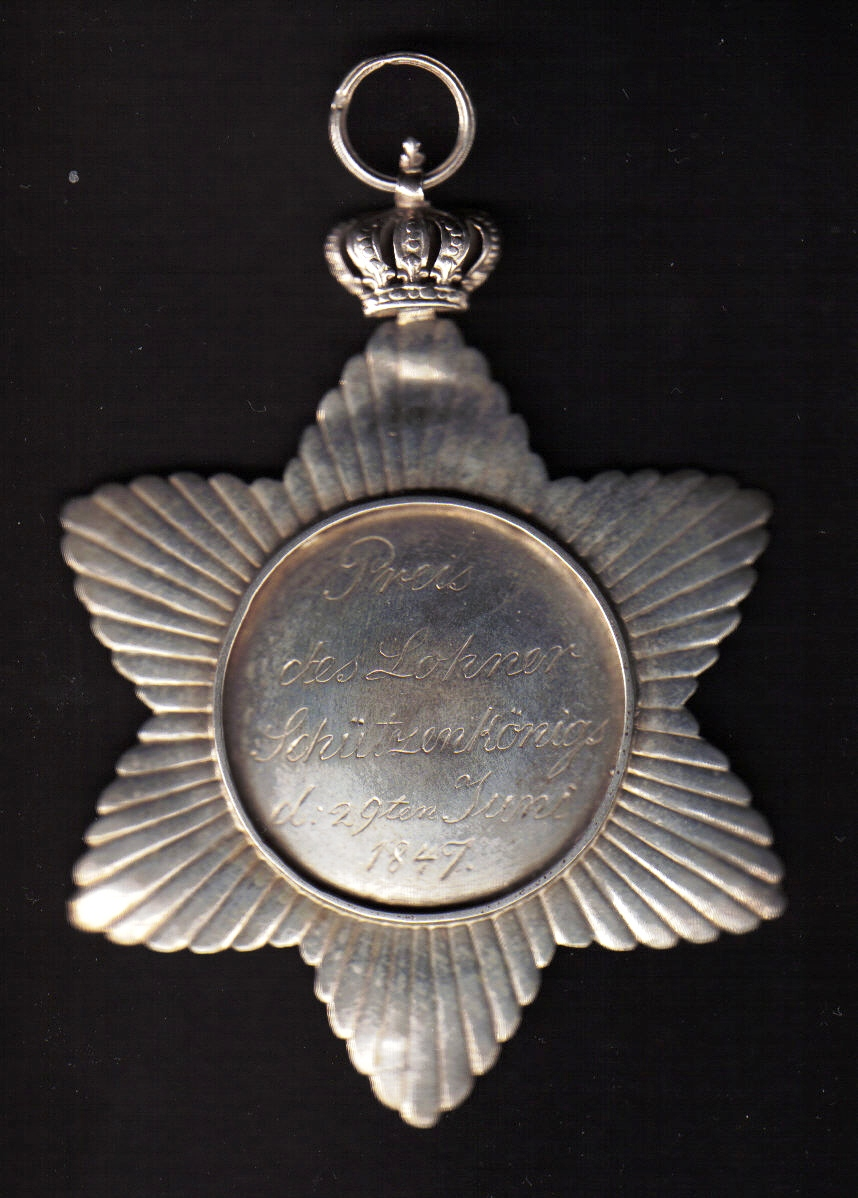
Königsorden 1847
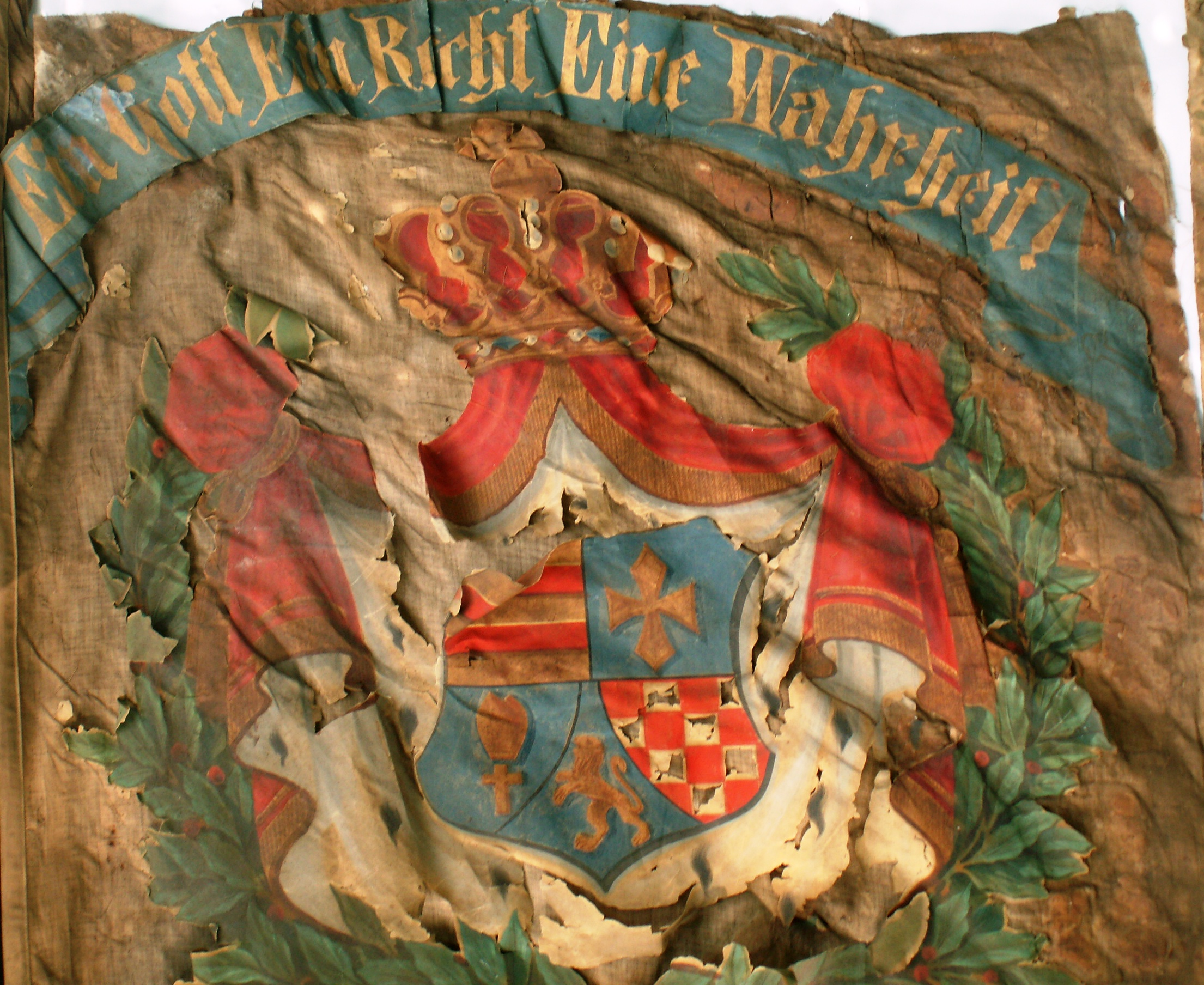
Vereinsfahne bis 1923, Ein Gott, ein Recht, eine Wahrheit
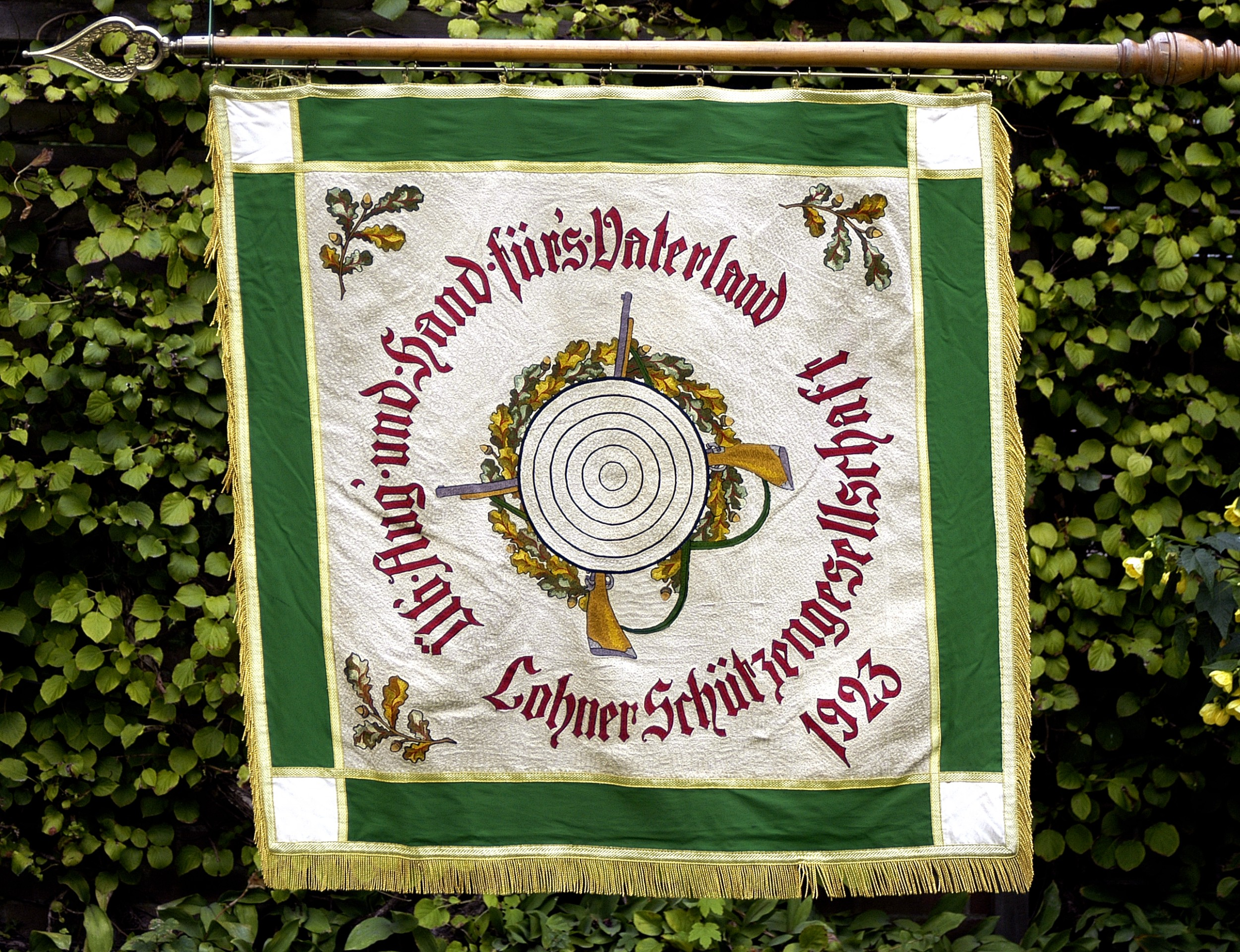
Vereinsfahne ab 1923, Text blieb unverändert Üb Aug und Hand für’s Vaterland

Im Juni 1887 verpflichteten sich 125 Lohner Bürger durch Unterschrift zur festen Mitgliedschaft in der neu gegründeten Schützengesellschaft. Die im Vorjahr gestiftete neue Fahne wurde am 3. Juli 1887, dem Schützenfestsonntag, feierlich eingeweiht. Diese Einweihung wurde durch einen eigenen Artikel in der Vechtaer Zeitung vom 1. Juli 1887 angekündigt. Der Schützengesellschaft traten hauptsächlich besser betuchte Bürger aus Lohne, wie z. B. Fabrikanten, Kaufleute, Handwerker und eigenständige Bauern bei. Untere Bevölkerungsschichten, wie z. B. Arbeiter, Heuerleute und Dienstboten waren auf die Rolle der Zuschauer und Besucher auf dem Festplatz begrenzt.
1894 betrug der Mitgliedsbeitrag 1 Mark. Eine weitere Mark musste bezahlt werden, wenn man am Königsschießen teilnehmen wollte. Auf dem Festplatz gab es zur Unterhaltung der Gäste mehrere Kuchenbuden, eine Fischbude, einen Schießstand und schon seit 1887 ein Karussell. Ein Glas Bier kostete 10 Pfennige, eine Tasse Kaffee 15 Pfennige, Brause 20 Pfennige, eine Portion Butterbrote 25 Pfennige und Kartoffelsalat mit Würstchen 45 Pfennige.
Im Juni 1894 wurde der Zigarrenfabrikant Friedrich Wilhelm Haller Schützenkönig in Lohne. Seine Regentschaft sollte traditionell ein Jahr dauern. Am 3. Juni 1895 wurde auf der Schützenversammlung im „Schützenhause auf der Heide“ beschlossen, dass das Schützenfest mit Rücksicht auf die stattfindende Tierschau in diesem Jahr nicht gefeiert werden sollte. Mit einem Jahr Pause war das nächste Schützenfest erst im Jahr 1896. Friedrich Wilhelm Haller ist in der Geschichte des Schützenvereins Lohne der erste König mit einer zusammenhängenden Amtszeit von zwei Jahren.
Da es für einfache Arbeiter, Knechte und Lohnempfänger sehr schwierig war, Mitglied in der Schützengesellschaft zu werden, gründete sich 1902 der Volksschützenverein. 1903 wurde aus Mitgliedern der Schützengesellschaft und Mitgliedern des Volksschützenvereins die Lohner Schützengilde gegründet. Bis zur Gleichschaltung 1933 fanden in Lohne somit drei Schützenfeste statt. Diese Dreigleisigkeit bestand bis ins Jahr 1933, als es durch die Gleichschaltung zur Auflösung aller bestehenden Vereine kam.
Die Vereine feierten unabhängig voneinander ihr eigenes Schützenfest, außer in der Zeit des Ersten Weltkriegs wo keine Schützenfeste abgehalten wurden. Erst 1919 fanden in Lohne wieder Schützenfeste statt. Am 1. Mai 1919 wurde der Musikverein Lohne gegründet. Im Juli 1919 fand das erste Konzert vor der Lohner Schützengesellschaft statt. Aus dem Musikverein wurde später die Stadtkapelle Lohne.

### 1933 bis 1945
1933 wurde mit der Gleichschaltung und des Führerprinzips auch der Schützenverein Lohne in seinem Bestehen gefährdet. Im Rahmen dieser Gleichschaltung wurden sowohl die Schützengesellschaft, der Volksschützenverein und die Lohner Schützengilde zusammengelegt. Zwangsweise wurde der neue Verein Lohner Schützenverein genannt. Dieser bestand bis zur Zwangsauflösung 1939. Während des Zweiten Weltkriegs wurden keine offiziellen Schützenfeste gefeiert und keine Könige ausgeschossen. Trotz der Zusammenlegung gab es in Lohne vom NS-Regime unabhängige Schützenfeste. Vorladungen und Gerichtsprotokolle aus dieser Zeit belegen ein gelebtes unabhängiges Schützenwesen.
| Schützenkönige in Lohne von 1933 bis 1939 | Schützenkönige in Lohne von 1933 bis 1939 | Schützenkönige in Lohne von 1933 bis 1939 | Schützenkönige in Lohne von 1933 bis 1939 | Schützenkönige in Lohne von 1933 bis 1939 | Schützenkönige in Lohne von 1933 bis 1939 |
| ----------------------------------------- | ----------------------------------------- | ----------------------------------------- | ----------------------------------------- | ----------------------------------------- | ----------------------------------------- |
| 1933                                      | Bernhard Bunte mit Lissy Heseding         | 1936                                      | Georg Gerdes mit Mia Buschmann            | 1938                                      | Erich Hollerbach mit Emmy Hollerbach      |
| 1934                                      | Edu Römann mit E. Römann                  | 1937                                      | Franz Buschmann mit Sefi Buschmann        | 1939                                      | Paul Zumbrägel mit Paula Zumbrägel        |
| 1935                                      | Josef Schaland mit Hilde Clodius          |                                           |                                           |                                           |                                           |

| Kinderkönige in Lohne von 1933 bis 1939 | Kinderkönige in Lohne von 1933 bis 1939 | Kinderkönige in Lohne von 1933 bis 1939 | Kinderkönige in Lohne von 1933 bis 1939 | Kinderkönige in Lohne von 1933 bis 1939 | Kinderkönige in Lohne von 1933 bis 1939  |
| --------------------------------------- | --------------------------------------- | --------------------------------------- | --------------------------------------- | --------------------------------------- | ---------------------------------------- |
| 1934                                    | Josef Ostendorf mit L. Hinners          | 1936                                    | Helmut Burhorst mit Lore Brand          | 1938                                    | Josef Uchtmann mit Hedwig Aumann         |
| 1935                                    | Clemens Backhaus mit Gerlinde Burhorst  | 1937                                    | Carl Bünker mit Marianne Böckmann       | 1939                                    | Franz-Josef Buschmann mit Hedwig Wilkens |

### 1945 bis 1964
Das Schützenwesen in Lohne wurde direkt nach dem Krieg weitergeführt. Mehrere „alte“ Kompanien feierten jedes Jahr als Schützen eigene Feste. 1950 wurde von den Alliierten Besatzungsmächten wieder ein Schützenfest erlaubt. Dieses wurde unter dem Vorkriegsnamen „Lohner Schützenverein“ abgehalten. Der erste Nachkriegskönig war 1950 Josef Weghoff mit Königin Lissy Weghoff aus der 6. Kompanie „Brink-Nord“. 1954 stellte das Amtsgericht Vechta in einem Urteil fest, dass der Schützenverein während der Jahre des Nationalsozialismus und der Kriegsjahre nicht aufgehört hat zu bestehen.
| Schützenkönige in Lohne von 1950 bis 1964 | Schützenkönige in Lohne von 1950 bis 1964                                 | Schützenkönige in Lohne von 1950 bis 1964 | Schützenkönige in Lohne von 1950 bis 1964                              | Schützenkönige in Lohne von 1950 bis 1964 | Schützenkönige in Lohne von 1950 bis 1964                                 |
| ----------------------------------------- | ------------------------------------------------------------------------- | ----------------------------------------- | ---------------------------------------------------------------------- | ----------------------------------------- | ------------------------------------------------------------------------- |
| 1950                                      | Josef Weghoff mit Lissy Weghoff (6. Kompanie „Brink-Nord“)                | 1955                                      | Anton Eiken mit Paula Eiken (97. Kompanie „Stadtkapelle Lohne e.V.“)   | 1960                                      | Walter Burhorst mit Evi Beckmann (14. Kompanie I.Zug „Markt“)             |
| 1951                                      | Franz Beckmann mit Lissy Beckmann (1. Kompanie „Obere Lindenstraße“)      | 1956                                      | Heinrich Dehlwisch mit Therese Dehlwisch (4. Kompanie „Bahnhofstraße“) | 1961                                      | Heinrich Willenborg mit Lotti Willenborg (5. Kompanie I.Zug „Dei Danner“) |
| 1952                                      | Franz Deters mit Gertrud Deters (15. Kompanie „Rießeler Jäger“)           | 1957                                      | Hermann Asbree mit Mimmi Asbree (11. Kompanie I.Zug „Keet-Alt“)        | 1962                                      | Albert Behrend mit Ida Behrend (20. Kompanie „Blitz“)                     |
| 1953                                      | Aloys Fangmann mit Resi Fangmann (15. Kompanie „Rießeler Jäger“)          | 1958                                      | Willy Blömer mit Annemarie Blömer (9. Kompanie „Wichel“)               | 1963                                      | Clemens Krogmann mit Paula Krogmann (12. Kompanie „Brink-Süd“)            |
| 1954                                      | Aloys Diekstall mit Marianne Diekstall (1. Kompanie „Obere Lindenstraße“) | 1959                                      | Willi Kreis mit Ilse Kreis (16. Kompanie „Landwehrstraße“)             | 1964                                      | Heinrich Brockhaus mit Maria Brockhaus (13. Kompanie „Schellohne“)        |

| Kinderkönige in Lohne von 1950 bis 1964 | Kinderkönige in Lohne von 1950 bis 1964 | Kinderkönige in Lohne von 1950 bis 1964 | Kinderkönige in Lohne von 1950 bis 1964 | Kinderkönige in Lohne von 1950 bis 1964 | Kinderkönige in Lohne von 1950 bis 1964     |
| --------------------------------------- | --------------------------------------- | --------------------------------------- | --------------------------------------- | --------------------------------------- | ------------------------------------------- |
| 1950                                    | Lothar Fischer mit Gisela Römann        | 1955                                    | Norbert Steffen mit Ludmilla Renner     | 1960                                    | Lothar Fischer mit Gisela Römann            |
| 1951                                    | Richard Hane mit Ursula Brand           | 1956                                    | Kurt Wilke mit Ingrid Rohe              | 1961                                    | Clemens Püttmann mit Annegret Schildwächter |
| 1952                                    | Hans Diekmann mit Marlies Christen      | 1957                                    | Ludger Fischer mit Gertrud Bergmann     | 1962                                    | Claus-Peter Poppe mit Monika Rosarius       |
| 1953                                    | Helmut Buchaly mit Erika Eigenfeld      | 1958                                    | Willy Arkenau mit Marcella Kordes       | 1963                                    | Franz-Josef Stromann mit Jutta Kampschulte  |
| 1954                                    | Gerd Gerwing mit Christel Schöckemöhle  | 1959                                    | Konrad von Husen mit Ursula Eckhoff     | 1964                                    | Alfons Böckmann mit Gabriele Runnebom       |

### Seit 1964
1964 erfolgte die Umstrukturierung des Vereins in seine heutige Form. Das Gebiet der Stadt Lohne wurde in sieben Bereiche eingeteilt und diesen jeweils ein Bataillon zugeordnet. Bestehende Kompanien wurden den Bataillonen nach den Kompanielokalen zugeordnet. Seit dieser Umstrukturierung gilt für alle Mitglieder die neue Satzung des Schützenvereins und die Schützen- und Disziplinarordnung.
Der Schützenverein Lohne nahm im Jahr 2000 an der Steubenparade in New York und dem Schützenfest in Brooklyn teil. Dort konnte der Schützenverein Lohne bei den Schießwettkämpfen sowohl den 1. Platz in der Mannschaftswertung, als auch mit Heinrich Lindeburg den besten Einzelschützen stellen.

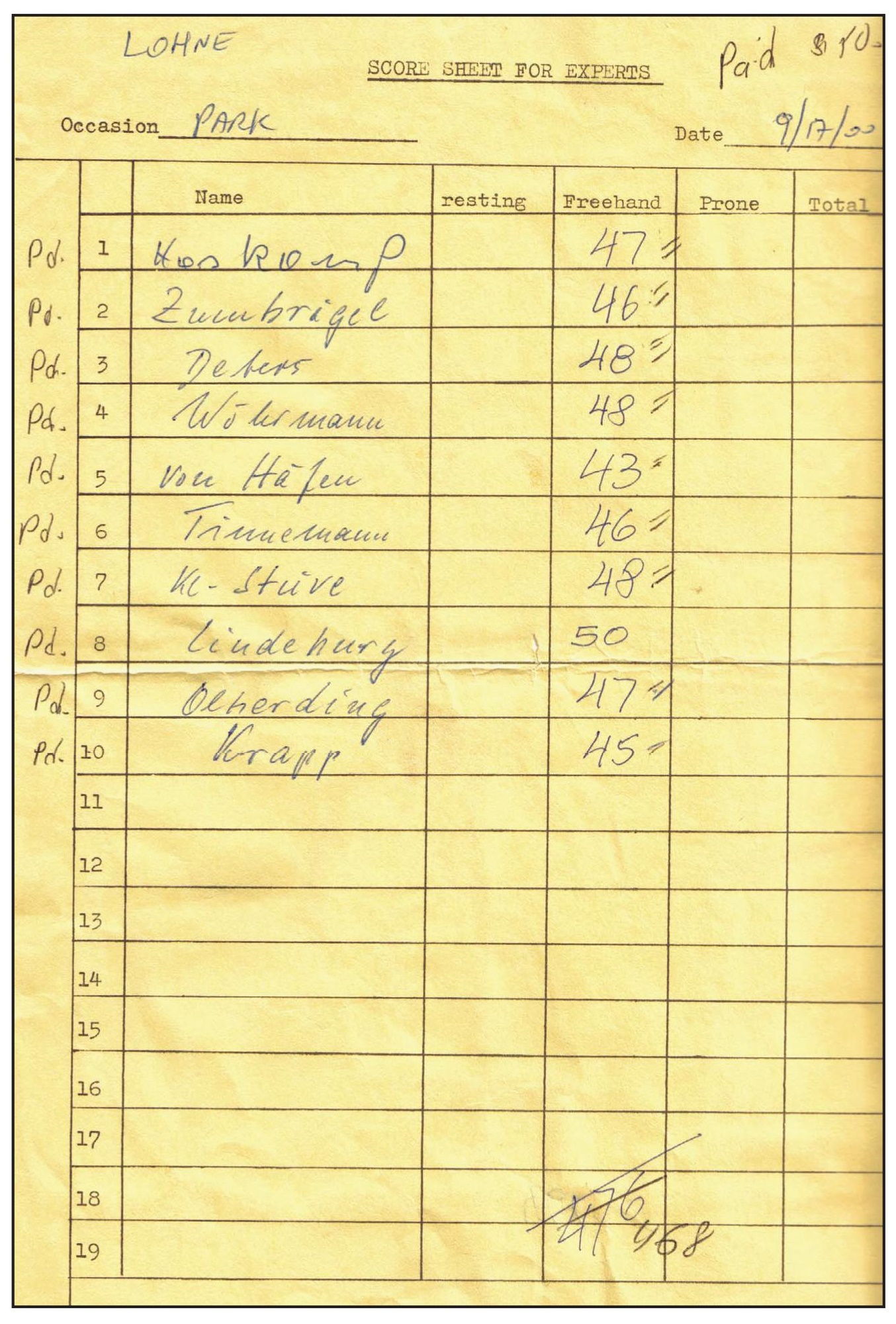
Ergebniskarte Brooklyn 2000

### Königsjahr 1980/81
Auf dem Schützenfest 1980 konnte Franz-Josef Nordlohne von der 5. Kompanie I. Zug „Dei Danner“ die Königswürde erlangen. Am 29. Januar 1981 verstarb er während seiner Amtszeit. Das Schützenjahr 80/81 ist in der Geschichte des Vereins das einzige Jahr, in dem der König seine Königskette nicht seinem Nachfolger überreichen konnte. 1981 war das erste Jahr in dem am Schützensamstag eine Heilige Messe für verstorbene Schützen stattfand. Initiiert wurde diese von Kaplan Karl-Heinz Westerkamp. Diese Messe ist bis heute fester Bestandteil des Schützenfestes und findet in der Kirche St. Gertrud statt.

### 400 Jahre Lohner Schützenfest
Vom 12. bis 14. Juli 2008 feierte der Schützenverein Lohne das vierhundertste Schützenfest. Das Jubiläumsmotto lautete: „Zukunft braucht Vergangenheit – 400 Jahre Lohner Schützenverein“. Schützenkönig wurde im Jubiläumsjahr Walter Kampers, der zusammen mit seiner Frau Ulla regierte. Sie nannten sich „König Walter von der Nordluft“ und „Königin Ulla vom Schellohner Wind“.

### Schützenfest 2020 und 2021
Aufgrund der Einschränkungen durch die Corona-Pandemie in Deutschland sah sich der Vorstand des Lohner Schützenvereins im März des Jahres gezwungen alle Aktivitäten in der Schießhalle und des Vereins bis auf weiteres auszusetzen. Da es bis zum Termin des Schützenfestes am zweiten Wochenende im Juli ersichtlich war, dass eine Großveranstaltung wie das Lohner Schützenfest nicht genehmigt würde, wurden schon im Vorfeld alle Planungen eingestellt und bereits feststehende Buchungen wieder zurückgenommen. Der Vorstand stellte auf der Vorstandsversammlung vor dem Schützenfest zusammen mit den Bataillonskommandeuren noch einmal klar, dass alle Veranstaltungen an diesem Wochenende Privatveranstaltungen seien und diese nicht durch den Schützenverein organisiert bzw. versichert wären. Der am 6. Juli 2020 herausgegebene Regimentsbefehl, der den Ablauf des Schützenfestes festlegt, erklärte auch klar, dass 2020 kein Schützenfest stattfand. Daraus ergaben sich für den Verein einige Änderungen. Das Regierungsjahr seiner Majestät Hans-Dieter Honkomp mit seiner Königin Annette wurde von 2019/20 auf 2019/21 (später auf 2019/22) verlängert. Ebenso wie das Regierungsjahr seiner Kindermajestät Moritz Voth mit Königin Carolin Swoboda. Der Regimentsbefehl forderte unter der Überschrift Flaggen heraus! alle Schützen des Vereins auf, sofern sie einen Fahnenmast haben, diesen mit der Schützenflagge zu schmücken. Dies sollte deutlich machen, dass es das Schützenfest auch in diesem Jahr gab. Am Schützensamstag erfolgte „einmalig und nicht wieder“ ein Online-Schützenfest. Mehrere Ansprachen und Grußworte wurden gestreamt und drei DJs spielten den ganzen Tag Musik. Den Musikkapellen, die jedes Jahr die Festumzüge begleiten, wurde nach Vorstandsbeschluss 20 % ihrer Gage als Unterstützung gezahlt.
Aufgrund des ausgefallenen Kinderschützenfestes organisierten die beiden Kinderwarte Andre Wilke und Sascha Mikolajewicz im November 2020 für alle Kinder einen Malwettbewerb mit dem Thema „Dein schönstes Schützenfest“. Der amtierende Kinderkönig Moritz Voth und seine Königin Carolin Swoboda prämierten die Gewinner der drei Altersklassen. Als Besonderheit gegenüber anderen Wettbewerben legten die beiden Kinderwarte fest, dass alle teilnehmenden Kinder Gewinner sind und jedes bekam einen Gutschein eines lokalen Spielzeughändlers.
Analog zum Jahr 2020 konnte auch im Jahr 2021 Aufgrund der Einschränkungen durch die Corona-Pandemie in Lohne kein Schützenfest stattfinden. Am 1. Oktober 2021 fand wieder eine Generalversammlung des Vereins statt. Die Versammlung wurde in der Freilichtbühne Lohne abgehalten und fand unter Einhaltung der 2G-Regeln statt.

### Gründungsjahr 1836 oder 1608
Bis weit nach dem Zweiten Weltkrieg wurde 1836 als Gründungsjahr der Schützengesellschaft und damit des direkten Nachfolgers, des Schützenvereins Lohne, genannt. 1961 wurde noch das 125-jährige Jubiläum gefeiert. Auch 1964 bei der Neustrukturierung des Vereins wurde von 1836 als Gründung ausgegangen. Der Ärmelwimpel trug noch die Aufschrift „Lohner Schützenverein OSB 1836“. Erst mit Hinblick auf die Nieberdingschriften, die sich mit der Geschichte des ehemaligen Niederstifts Münster befassen, wurde in dem 80er Jahren 1608 als Gründungsjahr festgelegt und im Vereinsnamen festgeschrieben. Seither heißt der Verein Schützenverein Lohne e. V von 1608.

## Aufbau des Vereins

### Der Vorstand
Der Vorstand besteht aus dem Präsidenten, dem 1. stellvertretenden Präsidenten, dem 2. stellvertretenden Präsidenten, dem Geschäftsführer, dem Kassenwart, dem Geräte- und Zeugwart und dem Schießwart.
Der Präsident und seine zwei Stellvertreter vertreten den Verein nach außen hin und sind für die Führung des Vereins verantwortlich. Der Geschäftsführer ist mit der Führung der Geschäfte betraut und ist seine Organschaftliche Vertretung. Der Kassenwart des Vereins ist für die Verwaltung der Finanzen und der Kasse verantwortlich. Dies sind u. a. der Einzug der Mitgliedsbeiträge, Ermittlung der aktuellen Mitgliederzahl, Begleichung der Kosten der laufenden Geschäfte. Der Geräte- und Zeugwart des Vereins ist für die Instandhaltung des vereinseigenen Inventars verantwortlich. Dies umfasst sowohl die Schießstände und Gebäude als auch bewegliche Güter. Der Schießwart ist verantwortlich für das Durchführen von Schießveranstaltungen des Vereins.

#### Erweiteter Vorstand
Der erweiterte Vorstand besteht aus zwei Kinderwarten, dem Pressewart, dem Platzwart und acht Schießoffizieren. Die Posten werden alle drei Jahre im Rahmen einer Hauptversammlung durch Wahl besetzt.
Die acht Schießoffizieren unterstützen den Schießwart bei der Durchführung von Schießveranstalltungen. Der Pressewart ist verantwortlich für alle Berichterstattungen über den Verein. Die zwei Kinderwarte sind für die Durchführung des Kinderschützenfestes verantwortlich. Sie begleiten den Kinderthron im laufenden Schützenjahr bei allen Veranstaltungen wie z. B. dem Kreiskinderkönigsschießen oder besuchen anderer Schützenfeste.

### Das Regiment

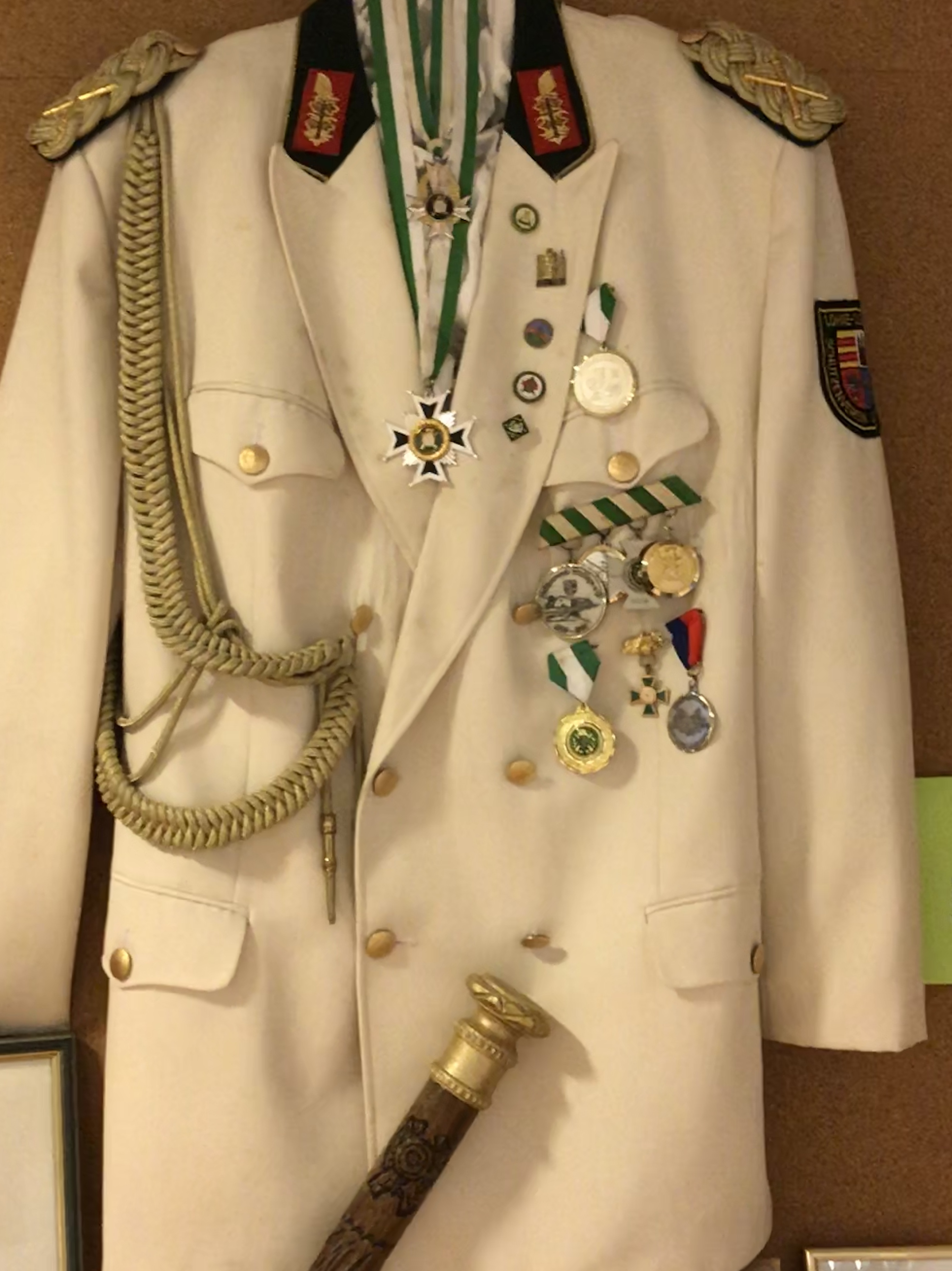
Uniform von Generalfeldmarschall Hermann Trenkamp

Der Stab des Regimentes besteht aus dem Regimentskommandeur, dem Platzkommandant, dem 1. und 2. Adjutanten und einem Oberfähnrich. Unter Führung des Oberfähnrichs wird mit sechs weiteren Fähnrichen der Fahnenzug des Regiments gebildet. Besonders hervorzuheben ist der ehemalige Regimentskommandeur Hermann Trenkamp. Er war der erste Schütze im Verein, der den Dienstgrad eines Generalfeldmarschalls, erreicht hat. Sein Nachfolger Franz Wilke wurde als zweiter Schütze im Lohner Schützenregiment zum Generalfeldmarschall befördert. Im Jahr 2023 wurde ebenfalls der amtierenden Regimentskommandeur Stefan Fischer nach 35 Jahren Offizier zum Generalfeldmarschall befördert. Er ist damit der dritte im Bunde dieser Höchstauszeichnung des Regimentes.

### Bataillone
Die Bataillone des Verein sind Unterabteilungen des Regimentes. Sie wurden am 3. Juli 1964 im Rahmen der Neustrukturierung des Schützenvereins Lohne eingeführt. Das gesamte Stadtgebiet wurde in sieben Einzugsbereiche eingeteilt und jedem Gebiet ein Bataillon zugeteilt. Jedes Bataillon wird von einem gewählten Major als Bataillonskommandeur geführt. Dem Kommandeur steht es frei, sich einen Adjutanten zu bestellen. Pressewart, Gerätewart oder Chef des Protokolls sind bataillonsinterne Posten. Jedes Bataillon hat eine Bataillonsfahne und einen aus drei Personen bestehendem Fahnenzug. Ausmarschiert wird in der Reihenfolge Fahnenzug mit Bataillonsfahne, Kommandeur und Adjutant, Kompanien. Am Schützenfest nehmen darüber hinaus noch Musikkapellen und Gäste teil.

#### I. Bataillon
Das I. Bataillon entstand durch die Neugliederung des Vereins 1964. Sein Einzugsgebiet ist das nördliche Stadtgebiet Lohnes.
Erster Bataillonskommandeur war Willi Blömer aus der 9. Kompanie „Wichel“. Ihm folgten Heinrich Brockhaus aus der 13. Kompanie „Schellohne“, Friedrich Busch aus der 20. Kompanie „Blitz“, Clemens Heckmann aus der 42. Kompanie „Lönsberg“, Klaus Otto Schmidt aus der 26. Kompanie „Nordpol“, Franz Götting aus der 13. Kompanie „Schellohne“, Walter Sieveke und Josef Landwehr, beide aus der 20. Kompanie „Blitz“, Antonius Rolfes aus der 24. Kompanie „Weinberg“.
Erster Adjutant war Aloys Rolfes aus der 13. Kompanie „Schellohne“. Ihm folgten Paul Wegmann aus der 20. Kompanie „Blitz“, Werner Rottinghaus aus der 9. Kompanie „Wichel“, Hans Ostendorf aus der 24. Kompanie „Weinberg“, Herbert Rohe aus der 13. Kompanie „Schellohne“, Stefan Wellmann aus der 20. Kompanie „Blitz“, Antonius Rolfes aus der 24. Kompanie „Weinberg“ und Dirk Christ aus der 9. Kompanie „Wichel“.
Das I. Bataillon besteht aus 8 Kompanien:
- 9. Kompanie „Wichel“
- 13. Kompanie „Schellohne“
- 20. Kompanie „Blitz“
- 24. Kompanie „Weinberg“ (Aufgelöst 2023)
- 26. Kompanie „Nordpol“
- 42. Kompanie „Lönsberg“
- 55. Kompanie „Die Wichelmänner“
- 59. Kompanie „Inselschützen“

#### II. Bataillon
Das II. Bataillon entstand durch die Neugliederung des Vereins 1964. Sein Einzugsgebiet beläuft sich von der Stadtmitte bis nach Brägel.
Vor 1964 wurden vom Regiment Majore bestimmt, welche die Kompanien zum Antreteplatz führten. Letzter so bestimmter Major war von 1961 bis 1967 Heinz-Martin Zimmermann. Erster gewählter Bataillonskommandeur war Ferdinand Rottinghaus. Weitere Kommandeure waren Josef Brümmer, Heinz Thomann, Josef Greten, Stefan Fischer und Erwin Sperveslage. Adjutanten waren Walter Nordmann, Heinz Thomann, Kurt Thomann, Matthias Hövemann und Udo Fischer. Eine Besonderheit im II. Bataillon ist, dass es neben dem Kommandeur noch einen gewählten stellvertretenden Kommandeur gibt.
Das II. Bataillon besteht aus 9 Kompanien:
- 1. Kompanie „Lindenstraße“
- 3. Kompanie I. Zug „Untere Lindenstraße“
- 3. Kompanie II. Zug „Pillhuhn“
- 21. Kompanie „Brägeler Straße – Windkompanie“
- 29. Kompanie „Osterberggrenadiere“
- 32. Kompanie „Windmühlenberg“
- 33. Kompanie „Raketenkompanie“
- 41. Kompanie I. Zug „Eversberg“
- 41. Kompanie II. Zug „Adlerjäger“

#### III. Bataillon
Das III. Bataillon entstand durch die Neugliederung des Vereins 1964.
Bataillonskommandeure waren Heinrich Bokern aus der 23. Kompanie „Brägel“, Georg Kuhl, Robert Wilke, Willi Blömer alle drei aus der 12. Kompanie „Brink-Süd“, Clemens Scherbring aus der 6. Kompanie „Brink-Nord“, Bernd Gier aus der 23. Kompanie „Brägel“, Paul Engelmann aus der 16. Kompanie „Landwehrstraße“ und Hans-Jürgen Kröger, Christoph Engelmann aus der 12. Kompanie Brink Süd. Adjutanten waren Robert Wilke, Willi Blömer und Heino Nordlohne, alle drei aus der 12. Kompanie „Brink-Süd“, Bernd Gier und Werner Grote, beide aus der 23. Kompanie „Brägel“, Uwe Moormann und Frank Sander beide aus der 16. Kompanie „Landwehrstraße“ und Uwe Helms sowie Heinz Schürmann aus der 12. Kopanie Brink Süd.
Das III. Bataillon besteht aus 8 Kompanien:
- 6. Kompanie „Brink-Nord“
- 10. Kompanie „Grevingsberg“
- 12. Kompanie „Brink-Süd“
- 16. Kompanie „Landwehrstraße“
- 23. Kompanie „Brägel“
- 37. Kompanie „Zur Bleiche“
- 43. Kompanie „Burgwaldmücken“
- 52. Kompanie „Pichelsteiner“

#### IV. Bataillon „Südlohne“
Das IV. Bataillon entstand durch die Neugliederung des Vereins 1964.
Erster Bataillonskommandeur wurde erst 1966 Herbert Woithe mit seinem Adjutanten Bernd Meistermann, beide aus der 22. Kompanie „Poggenstadt“. Als Kommandeur folgten Heinrich Dumstorff aus der 34. Kompanie „Birkhahn“, Helmut Osterhus aus der 39. Kompanie „Sandhasen“ und Mario Kreymborg aus der 38. Kompanie „Südlohner Bergjäger“. Erst 2002 wurde als Nachfolger von Bernd Meistermann als Adjutant Günter Möhlmann aus der 39. Kompanie „Sandhasen“ bestellt, dem 2012 Christian Lamp aus der 38. Kompanie „Südlohner Bergjäger“ folgte.
Das IV. Bataillon besteht aus 9 Kompanien:
- 2. Kompanie „Südlohne“
- 22. Kompanie „Poggenstadt“
- 30. Kompanie „Südlohner Bergmark“
- 34. Kompanie „Birkhahn“
- 35. Kompanie „Südlohner Esch“
- 38. Kompanie „Südlohner Bergjäger“
- 39. Kompanie „Sandhasen“
- 49. Kompanie „Schwedenschanze“
- 54. Kompanie „Birkenjäger“

#### V. Bataillon
Das V. Bataillon entstand durch die Neugliederung des Vereins 1964.
Erster Bataillonskommandeur war 1964 Wilhelm Hölzen gefolgt erst von Heinrich v. Lehmden, dann von Josef Nowak. Die drei ersten Bataillonskommandeure kamen alle aus der 15. Kompanie „Rießeler Jäger“. Danach folgen Herbert Brinkmann aus der 4. Kompanie „Bahnhofstraße“, Werner Olberding aus der 14. Kompanie II.Zug „Jung-Markt“, Stefan Soika aus der 27. Kompanie „Sanssouci“ und Jürgen Iffländer aus der 47. Kompanie „Widukind“ als Kommandeure. Ab 1973 gab es im V. Bataillon folgende Adjutanten: Werner Olberding aus der 14. Kompanie II.Zug „Jung-Markt“, Dirk Nordlohne aus der 4. Kompanie „Bahnhofstraße“, Michael Kohl und Frank Hammersen, beide aus der 27. Kompanie „Sanssouci“, Michael Heseding aus der 14. Kompanie Mark. Von 1972 bis 1986 gab es den Chef des Protokolls. Dieser Posten wurde von Christian Bergmann aus der 4. Kompanie „Bahnhofstraße“ bekleidet. Seit 2011 hat das Bataillon einen Pressewart. Bis 2013 war dies Christian Tombrägel aus der 27. Kompanie „Sanssouci“ gefolgt von Joachim Triemer aus der 48. Kompanie „Hopen-West“.
Das V. Bataillon besteht aus 10 Kompanien:
- 4. Kompanie „Bahnhofstraße“
- 14. Kompanie I.Zug „Markt“
- 14. Kompanie II.Zug „Jung-Markt“(Aufgelöst 2022)
- 15. Kompanie „Rießeler Jäger“
- 27. Kompanie „Sanssouci“
- 36. Kompanie „Eichen“
- 47. Kompanie „Widukind“
- 48. Kompanie „Hopen-West“
- 53. Kompanie „Christoph-Bernhard – Die Heckenschützen“
- 57. Kompanie „Brandstelle“
- 60. Kompanie „Stadtrandschützen“

#### VI. Bataillon
Nach dem Krieg wurde die 5. Kompanie „Dei Danner“ wiederbelebt. Aufgrund der großen Anzahl Schützen in der Kompanie wurde sie 1956 in die 5. Kompanie I. und II. Zug aufgeteilt und marschierten als sogenanntes „Danner-Bataillon“ aus. Ein Gründungsmitglied des I. Zuges war der spätere Bürgermeister Hans Diekmann. 1957 kam die 5. Kompanie III. Zug hinzu. Mit der Neugründung der 28. Kompanie „Drosten“ 1961 und der 31. Kompanie „Am Steinkreuz“ 1963 wurde das Bataillon erweitert. Mit der Umstrukturierung des Schützenvereins 1964 wurde es zum bis heute bestehendem „VI. Bataillon“. Das Einzugsgebiet des Bataillons beläuft sich auf das Gebiet südlich der Landwehrstraße, nördlich der Moorstraße/Südrings, östlich der Brinkstraße und westlich des Pickerwegs.
Erster Kommandeur war Josef Weghoff von der 5. Kompanie I. Zug „Dei Danner“. 1962 übernahm Hauptmann Heinrich Willenborg ebenfalls von der 5. Kompanie I. Zug „Dei Danner“ den Posten als Bataillonskommandeur. 1973 bestellte er den ersten Bataillonsadjutanten Günther Wehbring. 1984 übernahm Günther Zumbrägel mit Adjutan Clemens Südbeck, beide von der 28. Kompanie „Drosten“, die Bataillonsführung. 1993 wurde Franz-Josef „Franjo“ Warnking von der 45. Kompanie „Bullenberger“ neuer Adjutant. Nach fast 20-jähriger Dienstzeit von Günther Zumbrägel wurde 2003 Dieter Olberding von der 5. Kompanie II. Zug „Dei Danner“ neuer Kommandeur. 2013 wurde Jörg Olberding von der 31. Kompanie „Am Steinkreuz“ neuer Kommandeur und bestellte Jürgen Zumbrägel von der 28. Kompanie „Drosten“ zum Adjutanten.
Das VI. Bataillon besteht aus 8 Kompanien:
- 5. Kompanie I. Zug „Dei Danner“ (seit 1956)[29]
- 5. Kompanie II. Zug „Dei Danner“ (seit 1956)[30]
- 5. Kompanie III. Zug „Dei Danner“ (seit 1957)[31]
- 28. Kompanie „Drosten“ (seit 1961)[32]
- 31. Kompanie „Am Steinkreuz“ (seit 1963)[33]
- 44. Kompanie „Heidewinkel“ (seit 1975)[34]
- 45. Kompanie „Bullenberger“ (seit 1983)[35]
- 58. Kompanie „Die Türmer“ (seit 2008)[36]
- 61. Kompanie „Die Wikinger“ (seit 2009)[37] (Aufgelöst 2023)

#### VII. Bataillon
Das VII. Bataillon entstand durch die Neugliederung des Vereins 1964. Das Einzugsgebiet des Bataillons beläuft sich auf die Ortsteile und Bereiche Keet, Moorkamp, Meyerfelde, Bakumer Straße, Voßberg, Lohner Wiesen und Bokern.
Erster Kommandeur war Alfons Stratmann von der 7. Kompanie I. Zug „Moorkamp“. Erster Adjutant war Heinz Hausfeld ebenfalls aus der 7. Kompanie I. Zug „Moorkamp“. Seine Amtszeit als Adjutant wurde für eine Amtszeit unterbrochen als Richard Hasenkamp das Amt des Adjutanten innehatte. Das VII. Bataillon wählte als erstes Bataillonslokal die Gaststätte Alfons Stratmann. Zweiter Bataillonskommandeur wurde Franz Kampers von der 17. Kompanie „Nassauer Rosenkompanie“. Er bestellte Joseph Nuxoll von der 40. Kompanie „Fuchshöhle“ zum Adjutanten. 2006 wurde Helmut Staarmann von der 25. Kompanie, „Unlandsbäke“ Bataillonskommandeur. Er bestellte Stephan Meyer von der 18. Kompanie „Bokern“ zum Adjutanten. 2016 wurde Ottmar Fischer von der 19. Kompanie „Meyerfelde“ Bataillonskommandeur. Er bestellte Heinrich Stegkämper von der 8. Kompanie „Wiska“ zum Adjutanten.
Das VII. Bataillon besteht aus 15 Kompanien:
- 7. Kompanie I. Zug „Moorkamp“
- 7. Kompanie, II. Zug, „Moorkamp“ (seit 1982)
- 8. Kompanie „Wiska“
- 11. Kompanie I. Zug „Keet alt“
- 11. Kompanie II. Zug, „Keet jung“
- 11. Kompanie III. Zug „Stadtwache“ (seit 2006)
- 17. Kompanie „Nassauer Rosenkompanie“ (offizieller Name „Bakumer Straße“)
- 18. Kompanie „Bokern“
- 19. Kompanie „Meyerfelde“
- 25. Kompanie „Moorkamp/Sandmöller“ (in den 70er Jahren aufgelöst)
- 25. Kompanie, „Unlandsbäke“ (seit 1987)
- 40. Kompanie „Fuchshöhle“ (seit 1968)
- 46. Kompanie „Aschenputtel“ (seit 1996)
- 50. Kompanie „Voßberg“ (seit 2001)
- 51. Kompanie „Moorkamper Euwer“ (seit 2001)

#### Spielmannszug Lohne
1959 wurde auf der Generalversammlung des Schützenvereins Lohne beschlossen, ein vereinseigenes Trommler- und Pfeifferkorps auszubilden. Durch Spenden auf der Versammlung konnten vier Trommeln, sechs Flöten und der Tambour- und Dirigentenstab beschafft werden. Ein Jahr später marschierte ein 12-Mann-Starke Kapelle das erste Mal zum Schützenfest aus. Mittlerweile ist der Spielmannszug Lohne von 1959 e.V. ein eigenständiger Verein, der als 98. Kompanie „Spielmannszug Lohne e.V.“ Mitglied des Lohner Schützenvereins ist.

#### Stadtkapelle Lohne
Am 1. Mai 1919 wurde der Musikverein Lohne gegründet. Bereits im Juli 1919 gab es den ersten öffentlichen Auftritt bei der Lohner Schützengesellschaft, einem Vorgänger des Schützenvereins Lohne. Am 22. Oktober 1953 wurde der Musikverein Lohne auf einer Generalversammlung in Stadtkapelle Lohne e.V. umbenannt. Die Verbindung zwischen der Stadtkapelle und dem Schützenverein besteht bis heute. Die Stadtkapelle wird vom Schützenverein als Mitglied und 97. Kompanie „Stadtkapelle Lohne e.V.“ geführt. 2019 feierte die Stadtkapelle Lohne ihr 100-jähriges Bestehen.

### Schießsportverein Lohne
Der Schießsportverein Lohne im Schützenverein Lohne e.V. ist ein eigenständiger Verein, der aber in seiner Satzung verfügt Mitglied des Lohner Schützenvereins zu sein. Gemäß Satzung dient der Verein ausschließlich und unmittelbar sportlichen Zwecken, der Ausbildung im Schießsport sowie der Jugendarbeit. Der Verein nimmt für seine Mitglieder die Interessen zum Schützenverein Lohne und diversen Dachorganisationen wahr.

### Schützenplatz, Schießhalle und Schützenhof
Der Schützenplatz liegt an der Steinfelder Straße, direkt neben dem Stadion. Der Hauptplatz ist mit Linden bewachsen und liegt zwischen dem Schützenhof und der Schießhalle. Die große Rasenfläche grenzt an den Lohner Stadtwald und ist über Schützenfest mit dem großen Festzelt belegt. Der Schützenplatz gehört nicht dem Schützenverein, sondern wird für Veranstaltungen von der Stadt Lohne gepachtet. Der Schützenplatz befand sich ursprünglich abseits der Straße hinter dem Sportplatz, unterhalb des 1908 errichteten Aussichtsturmes. Um die Mitte des letzten Jahrhunderts bestand das ganze Gebiet östlich der Straße nach Steinfeld zwischen der jetzigen Josefstraße und Südlohne aus unkultivierten Heidefläche. Um 1900 begann hier die Aufforstung.

„Der höchste Punkt an Lohne ist der sog. Grevingsberg, im Osten gelegen; es war von jeher der Wunsch aller, derselbe möge doch mal endlich bepflanzt werden, damit die Ostwinde, die oft so sehr empfindlich über das Moor und die kahle Höhe streichen, gebrochen resp. abgehalten würden, endlich hat der Herr Pastor Holzenkamp sich einen allgemeinen Dank verdient, indem derselbe die ganze Fläche mit Fuhren hat bestellen lassen; nur noch wenige Jahre und wir werden weniger von dem rauhen 0st belästigt werden.“

Der heutige Schützenplatz wurde ab 1906 mit Obstbäumen und Linden bepflanzt. Die Linden stehen bis heute.
Die Schützenhalle liegt am östlichen Rand des Schützenplatzes. In ihr befinden sich die sanitären Anlagen und die Schießstände. Es gibt einen separaten Raum mit zwölf 10-m-Luftgewehrstände, zwölf 50-m-Stände und abgetrennt davon vier 50-m-Stände, welche bis auf 100 m verlängerbar sind. Direkt an die Schießhalle außen, ist die Proklamationsbühne angelegt.
Der Schützenhof liegt direkt an den Steinfelder Straße und ist ein Hotel mit Gastronomiebetrieb. Das erste Gebäude an dieser Stelle wurde 1866 von Johann Heinrich Debering an der Chaussee von Lohne nach Steinfeld gebaut. Dieses Gebäude wurde 1869 erstmals erweitert. 1888 verkaufte der Gutsbesitzer Theodor Gellhaus Ländereien vom Gut Brettberg und Lisette Kreymborg erwarb das Grundstück des heutigen Schützenplatzes. Für 20 Reichsmark stellte sie den Platz der Schützengesellschaft und dem Schützenwirt zur Verfügung. Joseph Balthasar Feusi übernahm später mit seiner Frau die Gastwirtschaft und wurde selber Wirt im Lohner Schützenhof. 1904 verkauften die Eheleute Feusi den Schützenhof und den dazu gehörenden Platz an die Lohner Schützengesellschaft. Pächter der Gastwirtschaft und Verwalter des Platzes wurde Schneidermeister Clemens Burschey. 1906 wurde der Schützenhof um eine Kegelbahn und einem neuen Saal erweitert. Dieses Pachtverhältnis dauerte bis 1927 an. 1928 wurde das Wohnhaus abgerissen und durch einen Neubau ersetzt. Aufgrund finanzieller Schwierigkeiten wurde der Schützenhof 1928 an Maurermeister Johann Fahling verkauft. 1968 ging der Besitz auf Kaufmann Friedrich Nordmann aus Wildeshausen über. 1979 erwarb die Stadt Lohne den Schützenhof.
2019 wurde die Anlage zum Schießen auf den laufenden Keiler im Rahmen der erneuten Standabnahme und jährlichen Renovierung außer Betrieb genommen und zurückgebaut. Im August 2021 wurde mit dem Abriss der Schießhalle begonnen. Der Neubau der Schießhalle soll bis zum Schützenfest 2022 soweit abgeschlossen sein, dass der Schießbetrieb auf den KK-Ständen durchgeführt werden kann. Das Projekt hat einen geplanten Umfang von ca. 2,14mio € und wird durch die Sportförderung der Stadt Lohne mit ca. 1,1mio € unterstützt. Am 1. Mai 2023 wurde die neue Schießhalle offiziell eingeweiht.

### Frauenkompanie
Mitglied im Lohner Schützenverein wird man durch den Eintritt in eine Kompanie. Theoretisch steht Frauen der Eintritt offen, aber fast alle Kompanien bestehen ausschließlich aus Männern. In der Regel werden Frauen Mitglied im Verein, wenn sie entweder in der Stadtkapelle oder im Spielmannszug Mitglied sind. Um allen Frauen die Möglichkeit zu geben, Mitglied im Verein zu werden, wurde vorgeschlagen, eine Frauenkompanie zu gründen. Der damalige Präsident Burkhard Krapp berief daraufhin zweimal eine Gründungsversammlung ein und forderte die Lohner Frauen auf, an diesen Tagen zur Gründung zu erscheinen und einen Kompanievorstand zu benennen. An beiden Terminen erschienen nicht genug Frauen und die Kompanie konnte nicht gegründet werden.

## Schützenfest
Das Schützenfest in Lohne findet traditionell am zweiten Wochenende im Juli von Samstag bis Montag statt. Viele Kompanien und Bataillone haben neben den offiziellen Terminen noch eigene Feiern und Veranstaltungen vor und nach dem Schützenfest. Das Schützenfest selber findet auf dem Schützenplatz statt.
Die offiziellen Termine des Vereins für den Samstag sind ein Empfang im Rathaus, die Heilige Messe in der St. Gertrudkirche, der Kinderumzug, der Kommers mit Proklamation des Kinderkönigs, Jugendtanz im Festzelt, der Ausmarsch zum Großen Zapfenstreich und der Große Zapfenstreich als Abschluss. Am Sonntag stehen das Antreten der Schützen mit anschließendem Umzug, der Seniorenkaffee im Festzelt, die Siegerehrung des Kinder- und Jugendschießens, die Proklamation des Integrationskönigs und der Ball im Festzelt auf dem Programm. Am Montag stehen das Antreten der Schützen mit anschließendem Umzug, die Proklamation des neuen Königs auf dem Schützenplatz und der Schützenball im Festzelt an.

### Kinderschützenfest
Am jeweiligen Schützensamstag findet auf dem Schützenplatz das Kinderschützenfest statt. Es beginnt mit dem Umzug der Kinder und Schützen nach den Schützengottesdienst in der Innenstadt und endet mit Beginn des Kommers. Während des Kinderschützenfestes wird der Kinderkönig ausgeschossen. Zudem werden für alle Kinder auf dem Schützenplatz Spielmöglichkeiten wie z. B. Hüpfburgen, ein Puppentheater, ein Ratespiel, Jonglage sowie diverse Spielstände kostenfrei angeboten. Jedes Kind, das diese Spielmöglichkeiten mitmacht, wird mit einem Preis belohnt. 2017 wurden über 600 kleine Sachpreise an Kinder vergeben. Verantwortlich für die Durchführung und Organisation sind die zwei Kinderwarte aus dem Vorstand des Vereins. Da diese zum Beginn den Kinderumzug begleiten und während des Kinderschützenfestes die Auswertung des Kinderkönigschießens durchführen, werden sie jedes Jahr von Freiwilligen der Lohner Jugendfeuerwehr und Mitarbeitern des Lohner Jugendtreffs unterstützt. Alle Kinder, welche am Königsschießen, oder an einem der Spiele teilgenommen haben, bekommen Eisgutscheine überreicht.

### Motto
Seit 1964 steht jedes Schützenfest unter einem eigenen Motto. Jeder Schütze in Lohne kann im Vorfeld des Schützenfestes ein Motto beim Vorstand einreichen. Dieser wählt aus den eingereichten Mottos das Jahresmotto aus. Der Schütze, der das Motto eingereicht hat, erhält auf dem Kommers den Mottoorden und darf vor den versammelten Schützen eine Rede zu seinem Motto halten. Der Mottoorden zählt in Lohne zu den am seltensten verliehenen Orden, da er pro Jahr nur einmal verliehen wird.

### Kommers
Am Schützenfestsamstag findet im Festzelt auf dem Schützenplatz der Kommers statt. Hierbei nimmt der Vorstand Ehrungen, Beförderungen und Auszeichnungen vor. Zur Tradition des Kommers gehören die Grußworte des Lohner Bürgermeisters und eine Festrede eines geladenen Ehrenredners. Der Kinderkönig wird auf dem Kommers inthronisiert. Festredner waren u. a. Olaf Lies, Peter Altmaier und David McAllister.

### Umzüge
Während des Lohner Schützenfestes gibt es vier offizielle und eine große Anzahl inoffizieller Ausmärsche.

#### Fackelzug zum Großen Zapfenstreich
Am jeweiligen Samstag des Schützenfestes findet nach dem Kommers ein Ausmarsch der Schützen zum Großen Zapfenstreich am Rathaus bzw. der St. Gertruds-Kirche statt. Der Ausmarsch beginnt am Schützenplatz und führt über die Steinfelder Straße stadteinwärts, folgt der Brinkstraße, biegt in die Vogtstraße ab und endet auf dem Rathausvorplatz bzw. vor der St. Gertruds-Kirche. Der Veranstaltungsort wechselte die letzten Jahre nur zur Kirche, wenn die Fanmeile zur Fußball-WM aufgebaut war. Rathausseitig hat sich etabliert. Nach dem Zapfenstreich löst sich der Umzug frei auf.

#### Kinderumzug
Am jeweiligen Samstag des Schützenfestes sammeln sich nach dem Schützengottesdienst in der St. Gertrud-Kirche die Schützen in der Lohner Innenstadt. Die Kinder, die am Schießen um die Kinderkönigswürde mitmachen wollen, führen hinter der Regimentsfahne den Umzug an. Der Umzug beginnt auf dem Platz des Lohner Wochenmarktes in Höhe der Gaststätte Heinz, schwenkt an der Ecke Lindenstraße/Brinkstraße Richtung stadtauswärts ab, folgt der Brinkstraße und der Steinfelder Straße bis zum Schützenplatz.

#### Schützenumzug am Sonntag
Die einzelnen Kompanien treffen sich morgens in ihren jeweiligen Kompanielokalen. Von dort aus marschieren sie zu ihrem Bataillonsantreteplätzen. Sobald das Bataillon versammelt ist, marschiert es mit Musikkapellen und Gästen zum Regimentsantrittsplatz auf der Parkpalette Küstermeyerstraße. Von dort aus setzt sich das Regiment über die Küstermeyerstraße Richtung Keetstraße in Bewegung. Von der Keetstraße biegt der Zug ab Richtung Innenstadt, passiert den Wochenmarkt bis zur Ecke Lindenstraße/Brinkstraße. Er folgt der Brinkstraße stadtauswärts, folgt weiter der Steinfelder Straße bis zum Schützenplatz.

#### Schützenumzug am Montag

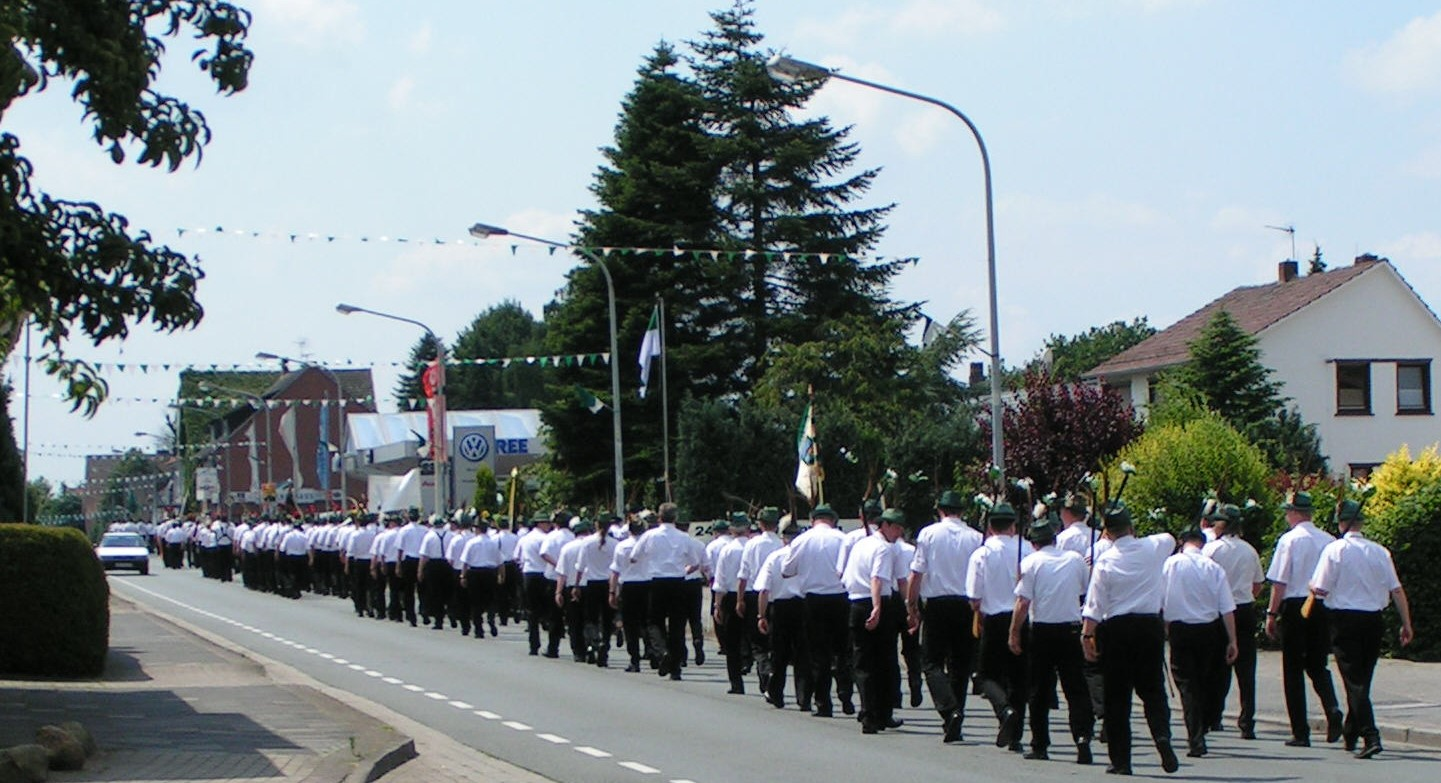
Schützenausmarsch auf der Lindenstraße im Jahr 2005

Der Umzug am Montag verläuft fast identisch zum Vortag. Auswärtige Gastvereine und Kapellen sind teilweise nur sonntags dabei, sodass der Umzug etwas kürzer ist.

#### Inoffizielle Ausmärsche
In der Woche vor und während des Lohner Schützenfestes gibt es viele kleinere Ausmärsche. Einige Bataillone marschieren zum Fahnehissen zu ihrem Kommandanten. Auch einzelne Kompanien marschieren in dieser Zeit oft durch Lohne. Es kann in dieser Woche jederzeit geschehen, dass Schützen in Marschformation in Lohne angetroffen werden.

### Königsschießen
Während des Lohner Schützenfestes werden drei Könige ausgeschossen:

#### Kinderkönig
Nach dem Kinderumzug beginnt in der Schießhalle des Vereins das Kinderkönigsschießen. Jedes Lohner Kind darf zwei Schuss abgeben. Das Kind mit der höchsten erreichten Ringzahl wird neuer Kinderkönig bzw. Kinderkönigin. Es gibt keine Geschlechtertrennung. Geschossen wird auf dem 10-m-Luftgewehrstand mit Lasergewehren. Die Proklamation des neuen Kinderkönigs erfolgt auf dem Kommers im Festzelt. Die Gewinner der Plätze 2 bis 5 stellen die Minister für den Thron. Jeder der fünf Erstplatzierten wählt sich einen Begleiter. Der Lohner Kinderthron besteht somit aus insgesamt 10 Kindern. Jugendliche ab 13 Jahre dürfen zwar mitschießen, werden aber separat ausgewertet. Als Anreiz für diese Altersgruppe wurden jedes Jahr drei Geldpreise an die besten Schützen vergeben. Seit 2023 werden die besten zehn Jugendschützen mit Geldpreisen prämiert. Zudem werden die Plätze 6 bis 30 auf dem Schützensonntag auf der Proklamationsbühne mit einem Orden geehrt. Bedingt durch die Coronapandemie fand 2020 und 2021 kein Schützenfest statt. Moritz Voth blieb deshalb drei Jahre im Amt.
| Kinderkönige in Lohne seit 1964 | Kinderkönige in Lohne seit 1964                  | Kinderkönige in Lohne seit 1964 | Kinderkönige in Lohne seit 1964        | Kinderkönige in Lohne seit 1964 | Kinderkönige in Lohne seit 1964             |
| ------------------------------- | ------------------------------------------------ | ------------------------------- | -------------------------------------- | ------------------------------- | ------------------------------------------- |
| 1964                            | Alfons Böckmann mit Gabriele Runnebom            | 1986                            | Thomas Volkmann mit Petra Drüken       | 2008                            | Karolin Westerhoff mit Felix Henkel         |
| 1965                            | Alfred Zerhusen mit Elisabeth Fischer            | 1987                            | Christian Asbree mit Heike van Wasen   | 2009                            | Lea Zumbrägel mit Lukas Scheper             |
| 1966                            | Heinz Rake und Martha Strunz                     | 1988                            | Philipp Krapp mit Kerstin Meyer        | 2010                            | Jan Bohmann mit Verena Muhle                |
| 1967                            | Hubert Holzenkamp mit Mechthild Schraad          | 1989                            | Mike Deux mit Alexandra Schlärmann     | 2011                            | Hendrik Hinners–Krogmann mit Nina Goebels   |
| 1968                            | Holger Lammers mit Sigrid Varnhorn               | 1990                            | Christoph Majchszak mit Stefanie Kruse | 2012                            | Johannes Wempe mit Kathrin Wienhold         |
| 1969                            | Franz-Josef Kampers mit Jutta Börgerding         | 1991                            | Gisbert Meistermann mit Anja Thierbach | 2013                            | Gina-Maria Reichert mit Niklas Kamphaus     |
| 1970                            | Ludger Stratmann mit Maria Niedfeld              | 1992                            | Christian Kampsen mit Elke Wessel      | 2014                            | Lea-Victoria Wilke mit Daniel Haskamp       |
| 1971                            | Reinhold Nordmann mit Johanna Nordmann           | 1993                            | Andre Kaufmann mit Sabine Mönnich      | 2015                            | Greta Olberding mit Joa Wellinghoff         |
| 1972                            | Franz-Josef Bokern-Kerstin und Elisabeth Wielage | 1994                            | Nicole Hackmann mit Ulrich Brinkmann   | 2016                            | Marie Ihorst mit Justus Idasiak             |
| 1973                            | Holger Hübner mit Martina Landwehr               | 1995                            | Frank Freiberg mit Mareike Schöbel     | 2017                            | Justus Clemens Schraad mit Sophia Buschmann |
| 1974                            | Reinhold Holzenkamp mit Edeltraut Hausfeld       | 1996                            | Stefan Dammann mit Nicole Wilak        | 2018                            | Nico Barna mit Lilli Stelter                |
| 1975                            | Hubert Vornhagen mit Doris Bergmann              | 1997                            | Sabrina Fischer mit Frederik Schraad   | 2019                            | Moritz Voth mit Carolin Swoboda             |
| 1976                            | Reinhard Hoyer mit Annette Nordmann              | 1998                            | Diane Fangmann mit Christopher Lamping | 2020                            | nicht ausgetragen                           |
| 1977                            | Detlef Grunau mit Agnes Siemer                   | 1999                            | Franziska Ideler mit Manuel Sprehe     | 2021                            | nicht ausgetragen                           |
| 1978                            | Norbert Klumpe mit Hedwig Menke-Zumbrägel        | 2000                            | Stefanie Triemer mit Thomas Meyer      | 2022                            | Jonas Wahlbröhl mit Levke Lienesch          |
| 1979                            | Detlef Bornhorst und Christiane Frerichs         | 2001                            | Thorsten Tönnies mit Anne Westendorf   | 2023                            | Paula Runnebom mit Felix Runnebom           |
| 1980                            | Stefan Wilke mit Martina Sieve                   | 2002                            | Lena Rießelmann mit Hannes Achterberg  | 2024                            | Jarvis Olberding mit Anna Kallage           |
| 1981                            | Bernd Dammann mit Mechthild Landwehr             | 2003                            | Andre Menke-Zumbrägel mit Lea Hausfeld | 2025                            | Henrich Krapp mit Johanna Buschmann         |
| 1982                            | Andreas Herzog mit Anja Thomann                  | 2004                            | Dominik Guske mit Michele von Gordon   |                                 |                                             |
| 1983                            | Hartwig Becker mit Andrea Espelage               | 2005                            | Judith Kampers mit Tim Kröger          |                                 |                                             |
| 1984                            | Sören Kuhweide mit Heike Schmidt                 | 2006                            | Hendrik Heitmann mit Nele Becker       |                                 |                                             |
| 1985                            | Ferdinand Hinners-Krogmann mit Anke Meistermann  | 2007                            | Laura Niemann mit Johannes Lüken       |                                 |                                             |

#### Integrationskönig
Die integrationsgruppe Lohne ist ein Zusammenschluss von gehandicapten und nicht gehandicapten Lohnern mit dem Ziel allen Lohnern die Möglichkeit zu geben am normalen Leben teilzunehmen. 1996 nahm die Integrationsgruppe auf Einladung des Schützenvereins Lohne am Schützenfest teil. Da die Schießstände mit Aufsichten besetzt waren, schoss die Integrationsgruppe ihren ersten König aus. Integrationskönig wurde Mark Medzech, der ebenso in der 9. Kompanie „Wichel“ und im Spielmannszug Lohne Mitglied war. Der damalige Schützenkönig Andre Wilke spendete daraufhin eine eigene Königskette für die Integrationsgruppe. Der Schützenverein spendete als Antwort das Diadem für die Königin. Die Reihe der Integrationskönige ist bis heute nicht unterbrochen worden. Die Proklamation des Integrationskönigs erfolgt am Schützenfestsonntag auf der Proklamationsbühne. Bedingt durch die Coronapandemie fand 2020 und 2021 kein Schützenfest statt. Heidi Rolfes blieb deshalb drei Jahre im Amt.
| Könige der Integrationsgruppe in Lohne seit 1996 | Könige der Integrationsgruppe in Lohne seit 1996 | Könige der Integrationsgruppe in Lohne seit 1996 | Könige der Integrationsgruppe in Lohne seit 1996 | Könige der Integrationsgruppe in Lohne seit 1996 | Könige der Integrationsgruppe in Lohne seit 1996 |
| ------------------------------------------------ | ------------------------------------------------ | ------------------------------------------------ | ------------------------------------------------ | ------------------------------------------------ | ------------------------------------------------ |
| 1996                                             | Mark Medzech mit Dagmar Meyer                    | 2007                                             | Michael Rießelmann mit Birgit Brinkmann          | 2017                                             | Manuela Bokern mit Kevin Bruns                   |
| 1997                                             | Frank Soika mit Marlies Pille                    | 2008                                             | Maike Kühling mit Michael Lamping                | 2018                                             | Stefan Ballmann mit Sophie Wolke                 |
| 1998                                             | Markus Klawikowski mit Birthe Beckhelling        | 2009                                             | Ina Riesenbeck mit Manuel Geisler                | 2019                                             | Heidi Rolfes und Hannes Bredehöft                |
| 1999                                             | Peter Holthaus mit Anita Kröger                  | 2010                                             | Daniel Behrend mit Anna Bröring                  | 2020                                             | nicht ausgetragen                                |
| 2000                                             | Norbert Timme mit Maria Meyer                    | 2011                                             | Christine Riegner mit Ludger Weinert             | 2021                                             | nicht ausgetragen                                |
| 2001                                             | Johannes Schaland mit Manuela Nienabe            | 2012                                             | Katharina Theilen mit Jan Sieverding             | 2022                                             | Christian Klumpe mit Britta Schmidt              |
| 2002                                             | Josef Ostendorf mit Eva Rießenbeck               | 2013                                             | Barbara Wahls mit Martin Nordlohne               | 2023                                             | Ole Schnieders mit Conny Weißmann                |
| 2003                                             | Markus Kolbeck mit Sonja Varnhorn                | 2014                                             | Markus Lampe mit Lina Hörner                     | 2024                                             | Carsten Seep mit Julia Gündel                    |
| 2005                                             | Markus Nordlohne mit Monika Bahlmann             | 2015                                             | Patrick Waschefort mit Annette Bührmann          | 2025                                             | Simon Grote mit Anne Nordlohne                   |
| 2006                                             | Wolfgang Hartmann mit Christine Fock             | 2016                                             | Thomas Ehrenborg mit Susanne Haskamp             |                                                  |                                                  |
| 2004                                             | Guido Möhlmann mit Linda Sieverding              | 2013                                             | Barbara Wahls mit Martin Nordlohne               |                                                  |                                                  |

#### König
Der König des Lohner Schützenvereins wird am Sonntag und Montag des Schützenfestes ausgeschossen. Geschossen wird auf dem 50-m-Stand mit Kleinkalibergewehren. Sonntags werden zwei Schuss abgegeben und montags einer, der sogenannte Königsschuss. Der König wählt sich in seinen Hofstaat in der Regel vier Minister. Diese werden Fürst, Herzog, Graf und Baron genannt. Einige Könige hatten noch ein fünftes Ministerpaar, den Freiherren. Die Proklamation erfolgt am Montag Abend auf dem Festplatz. Bedingt durch die Coronapandemie fand 2020 und 2021 kein Schützenfest statt. Hans-Dieter Honkomp blieb deshalb drei Jahre im Amt.
| Schützenkönige in Lohne seit 1964 | Schützenkönige in Lohne seit 1964                                           | Schützenkönige in Lohne seit 1964 | Schützenkönige in Lohne seit 1964                                                      | Schützenkönige in Lohne seit 1964 | Schützenkönige in Lohne seit 1964                                            |
| --------------------------------- | --------------------------------------------------------------------------- | --------------------------------- | -------------------------------------------------------------------------------------- | --------------------------------- | ---------------------------------------------------------------------------- |
| 1964                              | Heinrich Brockhaus mit Maria Brockhaus (13. Kompanie „Schellohne“)          | 1986                              | Manfred Thomann mit Martha Thomann (27. Kompanie „Sanssouci“)                          | 2008                              | Walter Kampers mit Ulla Kampers (25. Kompanie „Unlandsbäke“)                 |
| 1965                              | Hermann von Lehmden mit Leni von Lehmden (15. Kompanie „Rießeler Jäger“)    | 1987                              | Walter Meyer mit Rosl Meyer (11. Kompanie I.Zug „Keet-Alt“)                            | 2009                              | Uwe Moormann mit Marion Moormann (16. Kompanie „Landwehrstraße“)             |
| 1966                              | Bernhard Bahlmann mit Änne Bahlmann („Stadtkapelle“)                        | 1988                              | Heinz Deters mit Rita Deters (15. Kompanie „Rießeler Jäger“)                           | 2010                              | Dietmar Eik mit Ulrike Eik (7. Kompanie II.Zug „Jung-Moorkamp“)              |
| 1967                              | Heinrich Westendorf mit Agnes Westendorf (18. Kompanie „Bokern“)            | 1989                              | Heinz Thomann mit Hildegunde Thomann (32. Kompanie „Windmühlenberg“)                   | 2011                              | Helmut Osterhus mit Kornelia Osterhus (39. Kompanie „Sandhasen“)             |
| 1968                              | Paul Ernst und Margrit Ernst (4. Kompanie „Bahnhofstraße“)                  | 1990                              | Helmut Büscherhoff mit Rosi Büscherhoff (22. Kompanie „Poggenstadt“)                   | 2012                              | Erwin Sperveslage mit Susanne Sperveslage (41. Kompanie II.Zug „Adlerjäger“) |
| 1969                              | Hermann Wehry mit Paula Wehry (2. Kompanie „Südlohne“)                      | 1991                              | Franz Götting mit Elisabeth Götting (13. Kompanie „Schellohne“)                        | 2013                              | Werner Vornhagen mit Ingrid Schockemöhle (18. Kompanie „Bokern“)             |
| 1970                              | Franz Wilke mit Heidi Wilke (12. Kompanie „Brink-Süd“)                      | 1992                              | Ernst Behrend mit Martina Behrend (40. Kompanie „Fuchshöhle“)                          | 2014                              | Jürgen Fischer mit Petra Fischer (50. Kompanie „Voßberg“)                    |
| 1971                              | Otto Menke mit Elsa Menke (15. Kompanie „Rießeler Jäger“)                   | 1993                              | Norbert Krogmann mit Lisa Krogmann (14. Kompanie II.Zug „Jung-Markt“)                  | 2015                              | Matthias Thierbach mit Antje Thierbach (5. Kompanie III.Zug „Dei Danner“)    |
| 1972                              | Josef Greten mit Maria Greten (29. Kompanie „Osterberggrenadiere“)          | 1994                              | Heinz Hilbert mit Karin Hilbert (36. Kompanie „Eichen“)                                | 2016                              | Ottmar Fischer mit Annegret Fischer (19. Kompanie „Meyerfelde“)              |
| 1973                              | Günther Zumbrägel mit Hannelore Zumbrägel (28. Kompanie „Drosten“)          | 1995                              | Heiner Rottinghaus mit Christine Rottinghaus (3. Kompanie I.Zug „Untere Lindenstraße“) | 2017                              | Werner Grote mit Hildegard Grote (23. Kompanie „Brägel“)                     |
| 1974                              | Dr. Hans Theo Steinkamp mit Evelyn Steinkamp (37. Kompanie „Zur Bleiche“)   | 1996                              | Andre Wilke mit Gerda Krümpelbeck (5. Kompanie I.Zug „Dei Danner“)                     | 2018                              | Markus Feldkamp mit Nicole Feldkamp (40. Kompanie „Fuchshöhle“)              |
| 1975                              | Martin Buschmann mit Lisa Buschmann (6. Kompanie „Brink-Nord“)              | 1997                              | Rudolf Wöhrmann mit Elfriede Wöhrmann (27. Kompanie „Sanssouci“)                       | 2019                              | Hans-Dieter Honkomp mit Annette Honkomp (28. Kompanie „Drosten“)             |
| 1976                              | Aloys Willen mit Angela Willen (1. Kompanie „Obere Lindenstraße“)           | 1998                              | Clemens Ideler mit Jutta Ideler (2. Kompanie „Südlohne“)                               | 2020                              | nicht ausgetragen                                                            |
| 1977                              | Paul Uptmoor mit Christel Uptmoor (7. Kompanie I.Zug „Moorkamp“)            | 1999                              | Norbert Lodde mit Hiltrud Lodde (6. Kompanie „Brink-Nord“)                             | 2021                              | nicht ausgetragen                                                            |
| 1978                              | Wilhelm Bojes mit Julia Bojes (32. Kompanie „Windmühlenberg“)               | 2000                              | Wilhelm von Häfen mit Renate von Häfen (15. Kompanie „Rießeler Jäger“)                 | 2022                              | Bernd Sieverding mit Monika Sieverding (15. Kompanie „Rießeler Jäger“)       |
| 1979                              | Josef Brinkmann mit Gunda Brinkmann (12. Kompanie „Brink-Süd“)              | 2001                              | Hermann Niedfeld mit Ingrid Niedfeld (7. Kompanie II.Zug „Jung-Moorkamp“)              | 2023                              | Christian kl. Stüve mit Daniela kl. Stüve (5. Kompanie II. Zug „Dei Danner“) |
| 1980                              | Franz-Josef Nordlohne mit Rita Nordlohne (5. Kompanie I.Zug „Dei Danner“)   | 2002                              | Stefan Fischer mit Gisela Fischer (41. Kompanie II.Zug „Adlerjäger“)                   | 2024                              | Frank Witte mit Stephanie Witte (31. Kompanie „Steinkreiz“)                  |
| 1981                              | Günther Lammers mit Ingrid Lammers (10. Kompanie „Grevingsberg“)            | 2003                              | Marc Thierbach mit Nicola Thierbach (5. Kompanie III.Zug „Dei Danner“)                 | 2025                              | Martin Gier mit Heidi Gier (16. Kompanie „Landwehrstraße“)                   |
| 1982                              | Hubert Sieve mit Gerda Sieve („Stadtkapelle“)                               | 2004                              | Josef Nordlohne mit Petra Nordlohne (11. Kompanie I.Zug „Keet-Alt“)                    |                                   |                                                                              |
| 1983                              | Heinz Dettmer mit Hedwig Dettmer (11. Kompanie I.Zug „Keet-Alt“)            | 2005                              | Hans-Jörg Krechmann mit Doris Krechmann (45. Kompanie „Bullenberger“)                  |                                   |                                                                              |
| 1984                              | Clemens Scherbring mit Hanne Scherbring (6. Kompanie „Brink-Nord“)          | 2006                              | Paul Dödtmann mit Gaby Dödtmann (27. Kompanie „Sanssouci“)                             |                                   |                                                                              |
| 1985                              | Günther Zerhusen mit Veronika Zerhusen (29. Kompanie „Osterberggrenadiere“) | 2007                              | Frank Rießelmann mit Birgit Rießelmann („Stadtkapelle“)                                |                                   |                                                                              |

## Sonstige Veranstaltungen

### Königsfest
Es hat sich innerhalb des Schützenvereins etabliert, dass der jeweilige König während seiner Amtszeit eine Veranstaltung organisiert. In den letzten Jahren waren dies unter anderem ein Beachvolleyballturnier, Fußballturniere, Biathlonturniere oder Mottoveranstaltungen. Der Erlös dieser Veranstaltungen wird grundsätzlich für caritative Zwecke gespendet. Damit der jeweilige Königsthron entlastet wird, richten die sieben Bataillone des Schützenregimentes Lohne, seit dem Jahr 2018 im jährlichen Wechsel eine Benefizveranstaltung für caritative Zwecke aus.

### Uniformbörse
Am Mittwoch vor dem Schützenfest wird eine Uniformbörse in der Schützenhalle abgehalten.

### Königsball
Im Januar findet der Königsball in einem Festsaal in Lohne statt. Jeder Schütze kann daran teilnehmen.

### Laserschießen für Kinder
Jeden ersten Sonntag im Monat findet in der Schießhalle des Vereins ein Übungsschießen auf dem 10-m-Luftgewehrstand mit Lasergewehren für Kinder statt. Ursprünglich wurde dieses Übungsschießen nur von drei Bataillonen ausgerichtet. Später beteiligten sich alle Bataillone und es wurde für alle Kinder, die teilnehmen wollen, geöffnet, unabhängig von der Vereinszugehörigkeit. Aufgrund der Pandemie und dem Neubau der Schießhalle ist das Laserschießen für Kinder zur Zeit ausgesetzt.

## Musik

### Lohner Schützenmarsch

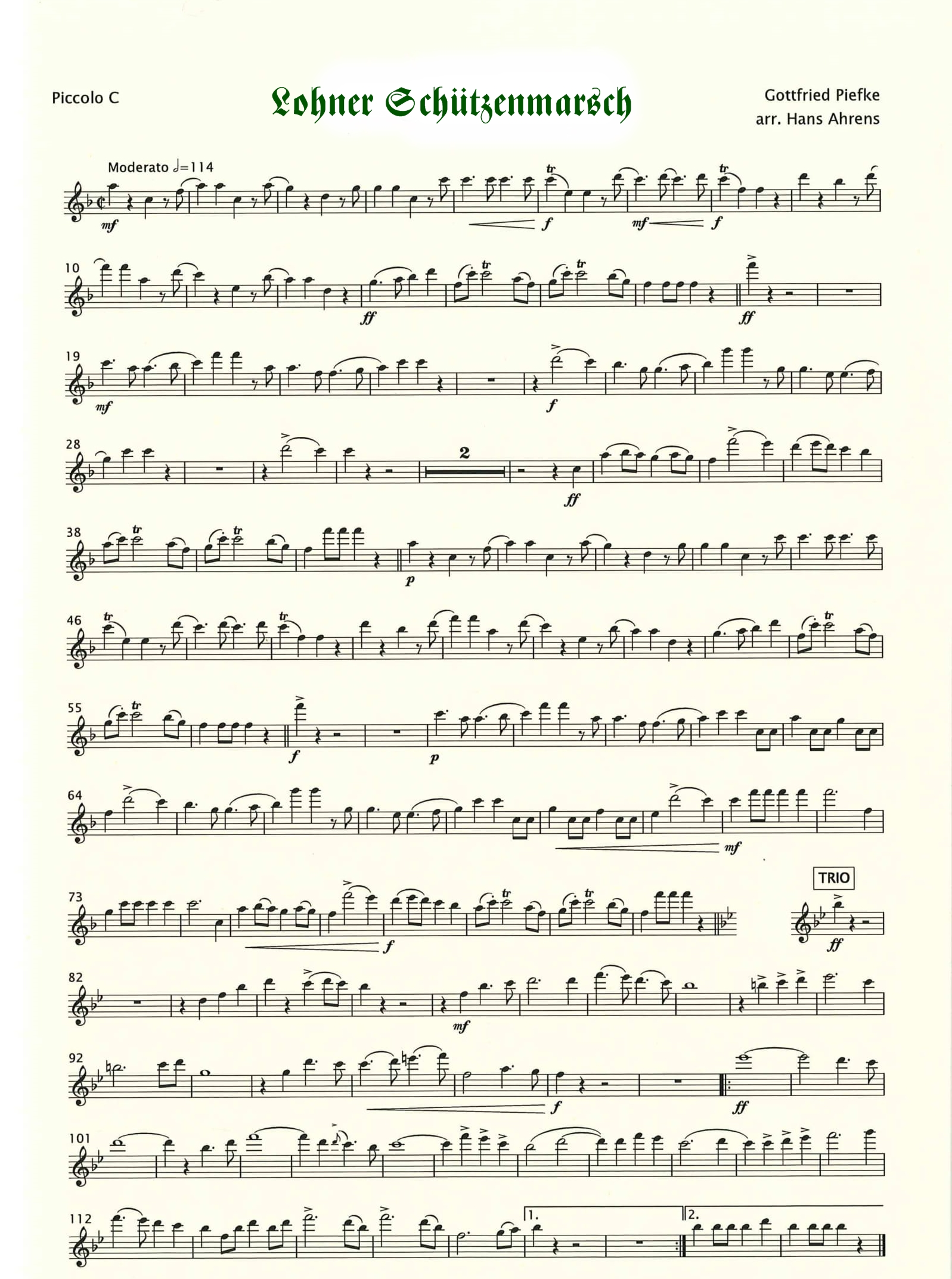
Partitur des Lohner Schützenmarsches

Der Lohner Schützenmarsch wurde in der Festschrift aus dem Jahr 1867 Lohner Siegesmarsch genannt. Fälschlicherweise wurde davon ausgegangen, dass der Lohner Schützenmarsch vom Dirigenten Halbbrod aus Drebber komponiert wurde. Der Architekt Reinhold Buschmann konnte über den Kapellmeister Anton Göttke das Notenmaterial wieder besorgen. In den 1920er Jahren wurde der Marsch vom Lohner Musikverein, der heutigen Stadtkapelle Lohne, eingespielt. Das Notenmaterial war seitdem wieder verschollen. Seit den Vorbereitungen zum 400-jährigen Jubiläum des Schützenverein Lohne e.V. von 1608 im Jahre 2007 wurde wieder mit der Suche nach der Partitur begonnen. Nach 12-jähriger intensiver Suche durch das Archiv des Schützenvereins, wurde die Aussage widerlegt, dass der Dirigent Halbbrod den Lohner Schützenmarsch komponiert hatte. Dieser bediente sich an dem Siegesmarsch von Johann Gottfried Piefke und benannte ihn kurzerhand um. Mit diesem Wissen wurde nach langer Suche ein Musikverlag ausfindig gemacht, der die Partitur noch im Bestand hatte. Das Notenwerk wurde erworben und buchbinderisch eingebunden der Lohner Stadtkapelle am 1. Mai 2019 zum 100-jährigen Bestehen vom Präsidium des Lohner Schützenvereins im Rathaussaal übergeben. Auf dem Kommers 2019 wurde der Lohner Schützenmarsch nach fast 100 Jahren erstmals wieder intoniert.

### Lohner Schützenlied
Das Lied Wenn Schützen marschieren, nach der Melodie des Volksliedes Hohe Tannen weisen die Sterne, wurde von Hauptmann a.d. Heinz Brandt getextet. Es war das Kompanielied der 5. Kompanie I. Zug „Dei Danner“. 1979 wurde es auf Befehl des damaligen Präsidenten Alois Diekstall zum Lohner Schützenlied. Heinz Brandt erhielt dafür den Großen Verdienstorden des Vereins.
Das Lohner Schützenlied

Grüß dich Lohne, du Stadt, die wir lieben,

heute findest du keine Ruh.

Wenn wir Schützen durch Lohne marschieren,

grüßen Freunde und winken uns zu.

Wenn wir Schützen durch Lohne marschieren,

grüßen Freunde und winken uns zu.

Laßt uns fröhlich die Tage genießen,

Alt und Jung schau'n nicht auf die Zeit.

Lohner Schützen sind stehts guter Laune,

und auch immer zum Helfen bereit.

Lohner Schützen sind stehts guter Laune,

und auch immer zum Helfen bereit.

Frohes Lachen und frohe Gesichter,

blauer Himmel und Sonnenschein.

Grüß dich Lohne Stadt der 1000 Schützen.

Wir sind Lohner und wollen es sein.

Grüß dich Lohne Stadt der 1000 Schützen.

Wir sind Lohner und wollen es sein.

## Weitere Schützenvereine mit Bürgern der Stadt Lohne als Mitgliedern

### Schützenverein Bokern-Märschendorf e.V.
1955 wurde in den Lohner Bauerschaften Bokern und Märschendorf der Schützenverein Bokern-Märschendorf e.V. gegründet. Die in den beiden Bauerschaften Wohnenden gehören zwar offiziell zu den Einwohnern der Stadt Lohne, identifizieren sich aber in erster Linie mit ihrer Bauerschaft. Der Schützenverein Bokern-Märschendorf hat heute ca. 400 Mitglieder und sieben Kompanien. Zwischen ihm und dem Schützenverein Lohne e.V. von 1608 besteht eine enge Freundschaft, welche mit gegenseitigen Besuchen des jeweiligen Schützenfestes gewürdigt wird.

### Schützenverein Mühlen e.V. von 1919
1919 wurde in dem zu Steinfeld gehörenden Mühlen der Schützenverein Mühlen e.V. von 1919 gegründet. Dadurch signalisieren Mühlener Distanz zum Gemeindesitz Steinfeld. Aus demselben Grund (Wahrung von Distanz zur politischen Gemeinde, der sie angehören) haben sich im Lohner Stadtteil Kroge-Ehrendorf Schützen entschlossen, sich dem Schützenverein Mühlen anzuschließen. Der Schützenverein hat heute ca. 800 Mitglieder und sechs Kompanien.
Obwohl Lohner aus Kroge und Ehrendorf nicht Mitglieder des Schützenvereins Lohne sind, besteht zwischen dem Schützenverein Mühlen und dem Schützenverein Lohne eine enge Freundschaft, welche mit gegenseitigen Besuchen des jeweiligen Schützenfestes gewürdigt wird.

### Bürgerschützen- und Heimatverein Harsewinkel von 1845 e.V.
1845 wurde in Harsewinkel der Bürgerschützen- und Heimatverein Harsewinkel von 1845 e.V. (BSV Harsewinkel) gegründet. Der Verein gliedert sich in drei Bataillon mit 1300 Schützen. Die Freundschaft zwischen dem BSV Harsewinkel und dem Schützenverein Lohne lässt sich auf das Jahr 1988 zurückführen. Das Bekleidungsgeschäft Bruno Kleine feierte Richtfest seines neuen Ladelokals in Lohne. In der direkten Nachbarschaft hatte die 5. Kompanie I. Zug „Dei Danner“ ihr Kompanielokal und Schützen der Kompanie waren auf dem Richtfest zugegen. Bruno Kleine wurde von diesen zum Frühschoppen der Kompanie eingeladen. Auf diesem Frühschoppen trat Bruno Kleine in die 5. Kompanie I. Zug „Dei Danner“ ein. Er war gleichzeitig aber auch Mitglied des BSV Harsewinkel in der III. Kompanie. Daraus entwickelten sich gegenseitige Besuche der Kompanien und viele Kompanieübergreifende Freundschaften. Etliche Schützen aus Lohne und Harsewinkel sind mittlerweile Mitglied in beiden Vereinen. 2014 wurde die 25-jährige Freundschaft der Kompanien sowohl in Lohne als auch in Harsewinkel gefeiert.